# I liga brazylijska w piłce nożnej (2000)
Brazylia 2000
Mistrzem Brazylii został klub CR Vasco da Gama, natomiast wicemistrzem Brazylii - klub São Caetano.
Do Copa Libertadores w roku 2001 zakwalifikowały się następujące kluby:
- CR Vasco da Gama (mistrz Brazylii)
- São Caetano (wicemistrz Brazylii)
- Cruzeiro EC (zwycięzca Copa do Brasil)
- SE Palmeiras

Do Copa Mercosur 2001 zakwalifikowały się następujące kluby:
- Cruzeiro EC
- CR Flamengo
- Grêmio Porto Alegre
- São Paulo
- CR Vasco da Gama

## Przyczyna organizacji nietypowych mistrzostw Brazylii
Po zakończeniu sezonu w 1999 roku klub SE Gama złożył protest do sądu w związku z jego spadkiem do drugiej ligi. Klub poczuł się pokrzywdzony po tym, jak federacja przyznała walkowerem punkty klubom Botafogo i
SC Internacional w meczach z São Paulo z powodu nieuprawnionego gracza. Wcześniej klubowi nie groził spadek i dopiero decyzja o walkowerach zmieniła sytuację na niekorzyść stołecznego klubu. Sąd przyznał słuszność klubowi Gama, co uniemożliwiło federacji brazylijskiej zorganizowanie mistrzostw Brazylii w 2000 roku. W zastępstwie mistrzostwa zorganizowała organizacja Clube dos 13, która zrzeszała największe kluby Brazylii. Sąd brazylijski stanął po stronie klubu Gama i wymusił na organizatorach mistrzostw udział tego klubu w turnieju. Brazylijska federacja piłkarska (CBF), która z początku zamierzała w ogóle zrezygnować z organizacji mistrzostw Brazylii, zdecydowała, że turniej organizowany przez Clube dos 13 będzie miał oficjalną rangę mistrzostw kraju, nie zgodziła się jednak na zastosowanie reguł spadku i awansu stosowanych w 1999 roku. Dlatego mistrzostwa te nie były rozgrywane z odpowiednim podziałem na ligi, lecz podzielone zostały na cztery moduły, a o przydziale klubów do utworzonych modułów decydowali organizatorzy, nie publikując przy tym kryteriów, na których się opierali. Respektując wyrok sądu do rozgrywek włączono także klub Gama, i to pomimo decyzji FIFA, która zabraniała rozgrywania meczów z tym klubem.
Nietypowe mistrzostwa Brazylii roku 2000 otrzymały oficjalną nazwę Copa João Havelange.

## Podział na moduły
Turniej podzielony został na cztery moduły: Niebieski (Módulo Azul), Żółty (Módulo Amarelo), Zielony (Módulo Verde) i Biały (Módulo Branco). Do finałowej fazy mistrzostw awansowało 16 klubów - 12 klubów z Modułu Zielonego, 3 kluby z Modułu Żółtego oraz tylko jeden klub z Modułu Zielonego i Białego (po 4 najlepsze kluby z Modułu Zielonego i Modułu Białego zmierzyły się ze sobą, by wyłonić jedyny klub, który miał zagrać w fazie finałowej). W roku tym nie było żadnych spadków ani awansów między brazylijskimi ligami.

## Módulo Azul
Do fazy finałowej mistrzostw Brazylii awansowało 12 najlepszych klubów Niebieskiego Modułu.

### Azul 1
| Data          | Mecz                                   |
| ------------- | -------------------------------------- |
| 29 lipca 2000 | EC Vitória - SE Palmeiras 4:1          |
| 29 lipca 2000 | CR Vasco da Gama - Sport Recife 0:2    |
| 29 lipca 2000 | Fluminense FC - EC Bahia 2:0           |
| 30 lipca 2000 | Goiás EC - Corinthians Paulista 3:0    |
| 30 lipca 2000 | EC Juventude - CR Flamengo 1:1         |
| 30 lipca 2000 | Guarani FC - Santa Cruz FC 0:0         |
| 30 lipca 2000 | Botafogo FR - Atlético Mineiro 0:0     |
| 30 lipca 2000 | América Mineiro - SE Gama 0:1          |
| 30 lipca 2000 | Cruzeiro EC - Athletico Paranaense 0:2 |

### Azul 2
| Data            | Mecz                                  |
| --------------- | ------------------------------------- |
| 2 sierpnia 2000 | CR Flamengo - Grêmio Porto Alegre 3:0 |
| 2 sierpnia 2000 | SE Gama - Fluminense FC 2:1           |
| 2 sierpnia 2000 | Santos FC - EC Vitória 2:0            |
| 2 sierpnia 2000 | AA Ponte Preta - América Mineiro 3:1  |
| 2 sierpnia 2000 | SC Internacional - Goiás EC 0:1       |
| 2 sierpnia 2000 | EC Bahia - Athletico Paranaense 2:1   |
| 2 sierpnia 2000 | Coritiba FBC - Sport Recife 0:0       |
| 3 sierpnia 2000 | SE Palmeiras - Botafogo FR 0:0        |

### Azul 3
| Data            | Mecz                                   |
| --------------- | -------------------------------------- |
| 5 sierpnia 2000 | Fluminense FC - Santos FC 2:1          |
| 5 sierpnia 2000 | Athletico Paranaense - CR Flamengo 1:1 |
| 5 sierpnia 2000 | Corinthians Paulista - SE Gama 4:2     |
| 6 sierpnia 2000 | Grêmio Porto Alegre - SE Palmeiras 0:1 |
| 6 sierpnia 2000 | Coritiba FBC - Botafogo FR 0:2         |
| 6 sierpnia 2000 | São Paulo - Santa Cruz FC 2:1          |
| 6 sierpnia 2000 | Portuguesa - Goiás EC 0:2              |
| 6 sierpnia 2000 | Atlético Mineiro - EC Bahia 0:0        |
| 6 sierpnia 2000 | EC Juventude - AA Ponte Preta 1:1      |
| 6 sierpnia 2000 | CR Vasco da Gama - Cruzeiro EC 3:3     |

### Azul 4
| Data            | Mecz                                 |
| --------------- | ------------------------------------ |
| 8 sierpnia 2000 | SE Gama - Athletico Paranaense 0:1   |
| 9 sierpnia 2000 | Santos FC - São Paulo 1:1            |
| 9 sierpnia 2000 | CR Flamengo - Guarani FC 1:1         |
| 9 sierpnia 2000 | Botafogo FR - Portuguesa 4:1         |
| 9 sierpnia 2000 | Santa Cruz FC - EC Vitória 2:1       |
| 9 sierpnia 2000 | EC Bahia - Grêmio Porto Alegre 1:1   |
| 9 sierpnia 2000 | Goiás EC - Coritiba FBC 1:0          |
| 9 sierpnia 2000 | SC Internacional - Fluminense FC 1:1 |

### Azul 5
| Data             | Mecz                                        |
| ---------------- | ------------------------------------------- |
| 11 sierpnia 2000 | SE Palmeiras - Goiás EC 1:1                 |
| 11 sierpnia 2000 | CR Vasco da Gama - Corinthians Paulista 1:0 |
| 11 sierpnia 2000 | Athletico Paranaense - Atlético Mineiro 2:1 |
| 12 sierpnia 2000 | Coritiba FBC - SE Gama 0:1                  |
| 12 sierpnia 2000 | Grêmio Porto Alegre - Santos FC 0:2         |
| 12 sierpnia 2000 | São Paulo - CR Flamengo 3:2                 |

### Azul 6
| Data             | Mecz                                     |
| ---------------- | ---------------------------------------- |
| 13 sierpnia 2000 | Goiás EC - EC Vitória 4:5                |
| 13 sierpnia 2000 | Portuguesa - EC Juventude 2:0            |
| 13 sierpnia 2000 | Botafogo FR - SC Internacional 0:1       |
| 13 sierpnia 2000 | Corinthians Paulista - Santa Cruz FC 2:0 |
| 13 sierpnia 2000 | Athletico Paranaense - SE Palmeiras 0:0  |
| 13 sierpnia 2000 | Guarani FC - CR Vasco da Gama 0:1        |
| 13 sierpnia 2000 | Sport Recife - Cruzeiro EC 1:1           |

### Azul 7
| Data             | Mecz                                    |
| ---------------- | --------------------------------------- |
| 16 sierpnia 2000 | Fluminense FC - Guarani FC 0:0          |
| 16 sierpnia 2000 | SE Gama - EC Bahia 0:1                  |
| 16 sierpnia 2000 | Goiás EC - Botafogo FR 3:2              |
| 16 sierpnia 2000 | SC Internacional - Atlético Mineiro 1:1 |
| 16 sierpnia 2000 | EC Vitória - Portuguesa 2:0             |
| 16 sierpnia 2000 | SE Palmeiras - Corinthians Paulista 0:1 |
| 16 sierpnia 2000 | Santos FC - América Mineiro 3:0         |
| 16 sierpnia 2000 | Cruzeiro EC - São Paulo 2:2             |
| 16 sierpnia 2000 | Santa Cruz FC - CR Vasco da Gama 1:1    |
| 17 sierpnia 2000 | CR Flamengo - Coritiba FBC 2:1          |

### Azul 8
| Data             | Mecz                                    |
| ---------------- | --------------------------------------- |
| 19 sierpnia 2000 | América Mineiro - Fluminense FC 1:1     |
| 19 sierpnia 2000 | Atlético Mineiro - Santos FC 1:0        |
| 19 sierpnia 2000 | SE Gama - Goiás EC 1:1                  |
| 19 sierpnia 2000 | SE Palmeiras - SC Internacional 1:4     |
| 19 sierpnia 2000 | Guarani FC - Cruzeiro EC 0:1            |
| 20 sierpnia 2000 | EC Juventude - Sport Recife 1:1         |
| 20 sierpnia 2000 | Athletico Paranaense - Coritiba FBC 1:3 |
| 20 sierpnia 2000 | São Paulo - EC Bahia 1:1                |
| 20 sierpnia 2000 | CR Vasco da Gama - AA Ponte Preta 2:1   |
| 20 sierpnia 2000 | Botafogo FR - Corinthians Paulista 1:1  |
| 20 sierpnia 2000 | Santa Cruz FC - CR Flamengo 2:2         |

### Azul 9
| Data             | Mecz                                       |
| ---------------- | ------------------------------------------ |
| 23 sierpnia 2000 | AA Ponte Preta - SE Gama 3:0               |
| 23 sierpnia 2000 | SC Internacional - Guarani FC 0:0          |
| 23 sierpnia 2000 | América Mineiro - Athletico Paranaense 0:0 |
| 23 sierpnia 2000 | EC Bahia - Cruzeiro EC 1:3                 |
| 23 sierpnia 2000 | Goiás EC - Santa Cruz FC 1:1               |
| 23 sierpnia 2000 | EC Juventude - Santos FC 1:1               |
| 23 sierpnia 2000 | EC Vitória - Fluminense FC 2:4             |

### Azul 10
| Data             | Mecz                                           |
| ---------------- | ---------------------------------------------- |
| 26 sierpnia 2000 | Guarani FC - Botafogo FR 1:2                   |
| 26 sierpnia 2000 | Athletico Paranaense - São Paulo 2:1           |
| 26 sierpnia 2000 | Fluminense FC - EC Juventude 2:0               |
| 26 sierpnia 2000 | Cruzeiro EC - EC Vitória 3:1                   |
| 27 sierpnia 2000 | EC Bahia - Santa Cruz FC 3:2                   |
| 27 sierpnia 2000 | AA Ponte Preta - Atlético Mineiro 3:2          |
| 27 sierpnia 2000 | Sport Recife - Goiás EC 2:0                    |
| 27 sierpnia 2000 | Corinthians Paulista - Grêmio Porto Alegre 1:2 |
| 27 sierpnia 2000 | SC Internacional - Coritiba FBC 1:1            |
| 27 sierpnia 2000 | Portuguesa - CR Vasco da Gama 2:2              |
| 27 sierpnia 2000 | Santos FC - SE Palmeiras 2:3                   |

### Azul 11
| Data             | Mecz                                   |
| ---------------- | -------------------------------------- |
| 30 sierpnia 2000 | Corinthians Paulista - Santos FC 0:3   |
| 30 sierpnia 2000 | Guarani FC - EC Juventude 1:2          |
| 30 sierpnia 2000 | Portuguesa - SE Gama 3:1               |
| 30 sierpnia 2000 | EC Vitória - SC Internacional 3:0      |
| 30 sierpnia 2000 | Botafogo FR - Athletico Paranaense 0:2 |

### Azul 12
| Data            | Mecz                                     |
| --------------- | ---------------------------------------- |
| 2 września 2000 | Atlético Mineiro - CR Flamengo 1:2       |
| 2 września 2000 | Coritiba FBC - EC Bahia 1:1              |
| 2 września 2000 | SE Gama - SC Internacional 0:1           |
| 2 września 2000 | Santos FC - Cruzeiro EC 1:1              |
| 2 września 2000 | EC Vitória - Sport Recife 4:3            |
| 2 września 2000 | América Mineiro - Guarani FC 1:0         |
| 2 września 2000 | Fluminense FC - Botafogo FR 1:0          |
| 2 września 2000 | Santa Cruz FC - Portuguesa 0:0           |
| 2 września 2000 | Grêmio Porto Alegre - AA Ponte Preta 2:2 |
| 2 września 2000 | SE Palmeiras - São Paulo 0:3             |

### Azul 13
| Data            | Mecz                                        |
| --------------- | ------------------------------------------- |
| 5 września 2000 | Cruzeiro EC - SC Internacional 1:1          |
| 5 września 2000 | CR Vasco da Gama - Athletico Paranaense 2:2 |
| 6 września 2000 | Fluminense FC - Portuguesa 2:1              |
| 6 września 2000 | SE Gama - Santa Cruz FC 1:1                 |
| 6 września 2000 | EC Juventude - Coritiba FBC 2:1             |
| 6 września 2000 | América Mineiro - Botafogo FR 5:2           |
| 7 września 2000 | Atlético Mineiro - Corinthians Paulista 3:1 |
| 7 września 2000 | AA Ponte Preta - EC Vitória 2:1             |
| 7 września 2000 | Grêmio Porto Alegre - Sport Recife 1:0      |

### Azul 14
| Data             | Mecz                                   |
| ---------------- | -------------------------------------- |
| 9 września 2000  | São Paulo - Fluminense FC 2:0          |
| 9 września 2000  | Santa Cruz FC - Santos FC 0:1          |
| 9 września 2000  | Sport Recife - Guarani FC 1:1          |
| 9 września 2000  | Goiás EC - América Mineiro 2:0         |
| 10 września 2000 | Corinthians Paulista - EC Vitória 1:1  |
| 10 września 2000 | Portuguesa - Atlético Mineiro 2:1      |
| 10 września 2000 | Cruzeiro EC - SE Gama 2:1              |
| 10 września 2000 | Coritiba FBC - AA Ponte Preta 2:0      |
| 10 września 2000 | CR Flamengo - SE Palmeiras 0:0         |
| 10 września 2000 | EC Bahia - CR Vasco da Gama 3:1        |
| 10 września 2000 | EC Juventude - Grêmio Porto Alegre 4:3 |

### Azul 15
| Data             | Mecz                                      |
| ---------------- | ----------------------------------------- |
| 13 września 2000 | SE Gama - SE Palmeiras 2:0                |
| 13 września 2000 | Portuguesa - EC Bahia 3:1                 |
| 13 września 2000 | Sport Recife - Athletico Paranaense 4:1   |
| 13 września 2000 | CR Vasco da Gama - Fluminense FC 4:3      |
| 13 września 2000 | EC Vitória - Coritiba FBC 3:1             |
| 13 września 2000 | Cruzeiro EC - Botafogo FR 4:0             |
| 13 września 2000 | AA Ponte Preta - São Paulo 3:3            |
| 14 września 2000 | CR Flamengo - Goiás EC 3:1                |
| 14 września 2000 | Grêmio Porto Alegre - América Mineiro 2:1 |

### Azul 16
| Data             | Mecz                                    |
| ---------------- | --------------------------------------- |
| 16 września 2000 | Atlético Mineiro - Fluminense FC 2:2    |
| 16 września 2000 | SC Internacional - Santos FC 1:1        |
| 16 września 2000 | EC Vitória - SE Gama 1:1                |
| 16 września 2000 | Athletico Paranaense - EC Juventude 0:1 |
| 16 września 2000 | Botafogo FR - AA Ponte Preta 3:1        |
| 17 września 2000 | São Paulo - Portuguesa 2:0              |
| 17 września 2000 | América Mineiro - Santa Cruz FC 1:0     |
| 17 września 2000 | SE Palmeiras - Sport Recife 1:1         |
| 17 września 2000 | Grêmio Porto Alegre - Cruzeiro EC 0:0   |
| 17 września 2000 | EC Bahia - CR Flamengo 4:1              |
| 17 września 2000 | Coritiba FBC - Corinthians Paulista 1:1 |
| 17 września 2000 | Guarani FC - Goiás EC 0:0               |

### Azul 17
| Data             | Mecz                                   |
| ---------------- | -------------------------------------- |
| 20 września 2000 | EC Juventude - SE Gama 0:2             |
| 20 września 2000 | AA Ponte Preta - Portuguesa 3:1        |
| 20 września 2000 | Santos FC - Athletico Paranaense 2:1   |
| 20 września 2000 | Sport Recife - EC Bahia 3:0            |
| 20 września 2000 | CR Vasco da Gama - América Mineiro 4:0 |

### Azul 18
| Data             | Mecz                                      |
| ---------------- | ----------------------------------------- |
| 23 września 2000 | CR Flamengo - Santos FC 3:0               |
| 23 września 2000 | América Mineiro - SC Internacional 1:1    |
| 23 września 2000 | Grêmio Porto Alegre - EC Vitória 1:0      |
| 23 września 2000 | Guarani FC - Coritiba FBC 2:0             |
| 24 września 2000 | Portuguesa - Sport Recife 1:0             |
| 24 września 2000 | Corinthians Paulista - AA Ponte Preta 1:0 |
| 24 września 2000 | SE Gama - São Paulo 1:3                   |
| 24 września 2000 | Goiás EC - Cruzeiro EC 2:0                |
| 24 września 2000 | Fluminense FC - SE Palmeiras 0:1          |
| 24 września 2000 | EC Juventude - CR Vasco da Gama 1:2       |
| 24 września 2000 | Santa Cruz FC - Atlético Mineiro 1:2      |

### Azul 19
| Data             | Mecz                                            |
| ---------------- | ----------------------------------------------- |
| 27 września 2000 | Botafogo FR - EC Vitória 0:0                    |
| 27 września 2000 | AA Ponte Preta - Sport Recife 3:0               |
| 27 września 2000 | Portuguesa - Guarani FC 2:3                     |
| 27 września 2000 | Santa Cruz FC - EC Juventude 2:1                |
| 27 września 2000 | São Paulo - América Mineiro 3:0                 |
| 28 września 2000 | Corinthians Paulista - Athletico Paranaense 2:3 |

### Azul 20
| Data             | Mecz                                   |
| ---------------- | -------------------------------------- |
| 30 września 2000 | América Mineiro - EC Juventude 3:0     |
| 30 września 2000 | SE Gama - CR Flamengo 2:4              |
| 30 września 2000 | Goiás EC - São Paulo 2:2               |
| 30 września 2000 | Atlético Mineiro - Cruzeiro EC 2:4     |
| 30 września 2000 | Coritiba FBC - Grêmio Porto Alegre 1:2 |
| 30 września 2000 | Sport Recife - Fluminense FC 3:2       |

### Azul 21
| Data                | Mecz                                    |
| ------------------- | --------------------------------------- |
| 4 października 2000 | América Mineiro - Portuguesa 1:1        |
| 4 października 2000 | Athletico Paranaense - Guarani FC 0:1   |
| 4 października 2000 | Botafogo FR - EC Juventude 2:1          |
| 4 października 2000 | SE Gama - Santos FC 2:1                 |
| 4 października 2000 | SE Palmeiras - Coritiba FBC 2:1         |
| 4 października 2000 | São Paulo - Grêmio Porto Alegre 1:1     |
| 4 października 2000 | CR Vasco da Gama - Atlético Mineiro 4:0 |
| 4 października 2000 | Santa Cruz FC - Sport Recife 0:3        |
| 4 października 2000 | EC Bahia - EC Vitória 1:0               |
| 4 października 2000 | AA Ponte Preta - CR Flamengo 2:0        |

### Azul 22
| Data                | Mecz                                       |
| ------------------- | ------------------------------------------ |
| 7 października 2000 | América Mineiro - Cruzeiro EC 1:1          |
| 7 października 2000 | Athletico Paranaense - Santa Cruz FC 4:0   |
| 7 października 2000 | SC Internacional - Grêmio Porto Alegre 1:2 |
| 7 października 2000 | EC Juventude - SE Palmeiras 0:1            |
| 7 października 2000 | EC Vitória - São Paulo 5:1                 |
| 7 października 2000 | Botafogo FR - CR Flamengo 3:1              |
| 7 października 2000 | Guarani FC - EC Bahia 2:2                  |
| 7 października 2000 | Santos FC - AA Ponte Preta 3:3             |
| 7 października 2000 | Sport Recife - SE Gama 3:0                 |
| 7 października 2000 | Atlético Mineiro - Goiás EC 2:1            |
| 7 października 2000 | Corinthians Paulista - Portuguesa 2:3      |

### Azul 23
| Data                 | Mecz                            |
| -------------------- | ------------------------------- |
| 10 października 2000 | Cruzeiro EC - Santa Cruz FC 3:0 |

### Azul 24
| Data                 | Mecz                                      |
| -------------------- | ----------------------------------------- |
| 11 października 2000 | Atlético Mineiro - Guarani FC 3:0         |
| 11 października 2000 | Fluminense FC - Grêmio Porto Alegre 1:0   |
| 11 października 2000 | SE Palmeiras - América Mineiro 0:0        |
| 11 października 2000 | AA Ponte Preta - Athletico Paranaense 0:1 |
| 11 października 2000 | São Paulo - Coritiba FBC 3:2              |
| 11 października 2000 | EC Bahia - Corinthians Paulista 2:1       |
| 11 października 2000 | CR Vasco da Gama - EC Vitória 2:2         |
| 11 października 2000 | Portuguesa - SC Internacional 3:2         |
| 12 października 2000 | Cruzeiro EC - EC Juventude 2:1            |

### Azul 25
| Data                 | Mecz                                  |
| -------------------- | ------------------------------------- |
| 14 października 2000 | Santos FC - CR Vasco da Gama 1:1      |
| 14 października 2000 | SE Palmeiras - Atlético Mineiro 3:2   |
| 14 października 2000 | CR Flamengo - Sport Recife 1:2        |
| 14 października 2000 | SC Internacional - EC Bahia 3:2       |
| 15 października 2000 | Grêmio Porto Alegre - Portuguesa 2:2  |
| 15 października 2000 | EC Juventude - Goiás EC 1:2           |
| 15 października 2000 | Santa Cruz FC - Coritiba FBC 1:1      |
| 15 października 2000 | Botafogo FR - São Paulo 1:0           |
| 15 października 2000 | Fluminense FC - Cruzeiro EC 2:1       |
| 15 października 2000 | Guarani FC - Corinthians Paulista 3:2 |

### Azul 26
| Data                 | Mecz                                     |
| -------------------- | ---------------------------------------- |
| 17 października 2000 | São Paulo - SC Internacional 1:1         |
| 18 października 2000 | Athletico Paranaense - Fluminense FC 1:0 |
| 18 października 2000 | SE Palmeiras - Cruzeiro EC 0:1           |
| 18 października 2000 | Guarani FC - Grêmio Porto Alegre 3:2     |
| 18 października 2000 | Botafogo FR - SE Gama 2:0                |
| 18 października 2000 | CR Flamengo - América Mineiro 1:2        |
| 19 października 2000 | Atlético Mineiro - Coritiba FBC 2:1      |

### Azul 27
| Data                 | Mecz                                       |
| -------------------- | ------------------------------------------ |
| 21 października 2000 | Goiás EC - Santos FC 3:1                   |
| 21 października 2000 | Portuguesa - CR Flamengo 2:1               |
| 21 października 2000 | SC Internacional - Santa Cruz FC 4:0       |
| 21 października 2000 | CR Vasco da Gama - SE Gama 1:0             |
| 22 października 2000 | Sport Recife - Botafogo FR 2:2             |
| 22 października 2000 | Atlético Mineiro - Grêmio Porto Alegre 2:2 |
| 22 października 2000 | EC Vitória - EC Juventude 0:1              |
| 22 października 2000 | Coritiba FBC - América Mineiro 3:2         |
| 22 października 2000 | São Paulo - Guarani FC 2:2                 |
| 22 października 2000 | Corinthians Paulista - Fluminense FC 1:3   |
| 22 października 2000 | AA Ponte Preta - SE Palmeiras 5:1          |

### Azul 28
| Data                 | Mecz                                    |
| -------------------- | --------------------------------------- |
| 24 października 2000 | CR Vasco da Gama - Goiás EC 2:1         |
| 25 października 2000 | Fluminense FC - Santa Cruz FC 6:1       |
| 25 października 2000 | EC Bahia - AA Ponte Preta 1:2           |
| 25 października 2000 | Grêmio Porto Alegre - Botafogo FR 2:1   |
| 25 października 2000 | Sport Recife - Corinthians Paulista 3:1 |
| 25 października 2000 | SE Gama - Atlético Mineiro 0:0          |

### Azul 29
| Data                 | Mecz                                |
| -------------------- | ----------------------------------- |
| 27 października 2000 | CR Flamengo - CR Vasco da Gama 4:0  |
| 28 października 2000 | Santa Cruz FC - SE Palmeiras 1:5    |
| 28 października 2000 | São Paulo - Atlético Mineiro 2:1    |
| 28 października 2000 | Grêmio Porto Alegre - SE Gama 4:1   |
| 28 października 2000 | América Mineiro - EC Vitória 2:3    |
| 28 października 2000 | Santos FC - EC Bahia 0:1            |
| 28 października 2000 | Cruzeiro EC - Portuguesa 5:1        |
| 28 października 2000 | Sport Recife - SC Internacional 0:1 |

### Azul 30
| Data             | Mecz                                        |
| ---------------- | ------------------------------------------- |
| 1 listopada 2000 | SC Internacional - Corinthians Paulista 1:0 |
| 2 listopada 2000 | Guarani FC - AA Ponte Preta 2:1             |
| 3 listopada 2000 | Coritiba FBC - CR Vasco da Gama 0:1         |

### Azul 31
| Data             | Mecz                                    |
| ---------------- | --------------------------------------- |
| 4 listopada 2000 | Athletico Paranaense - EC Vitória 3:1   |
| 4 listopada 2000 | Cruzeiro EC - Corinthians Paulista 3:1  |
| 4 listopada 2000 | EC Bahia - Botafogo FR 2:0              |
| 4 listopada 2000 | Goiás EC - Grêmio Porto Alegre 2:2      |
| 4 listopada 2000 | Atlético Mineiro - América Mineiro 0:1  |
| 5 listopada 2000 | Coritiba FBC - Santos FC 2:1            |
| 5 listopada 2000 | Fluminense FC - CR Flamengo 1:1         |
| 5 listopada 2000 | Portuguesa - SE Palmeiras 1:1           |
| 5 listopada 2000 | Santa Cruz FC - AA Ponte Preta 0:3      |
| 5 listopada 2000 | SC Internacional - CR Vasco da Gama 2:0 |
| 5 listopada 2000 | EC Juventude - São Paulo 3:1            |

### Azul 32
| Data              | Mecz                                    |
| ----------------- | --------------------------------------- |
| 8 listopada 2000  | Athletico Paranaense - Goiás EC 1:1     |
| 8 listopada 2000  | EC Bahia - América Mineiro 2:1          |
| 8 listopada 2000  | AA Ponte Preta - SC Internacional 3:1   |
| 8 listopada 2000  | Santos FC - Portuguesa 2:0              |
| 8 listopada 2000  | Sport Recife - São Paulo 4:3            |
| 9 listopada 2000  | Corinthians Paulista - EC Juventude 1:2 |
| 9 listopada 2000  | EC Vitória - Guarani FC 1:2             |
| 10 listopada 2000 | SE Palmeiras - CR Vasco da Gama 3:0     |

### Azul 33
| Data              | Mecz                                           |
| ----------------- | ---------------------------------------------- |
| 11 listopada 2000 | Goiás EC - Fluminense FC 3:3                   |
| 11 listopada 2000 | Santos FC - Sport Recife 3:1                   |
| 11 listopada 2000 | Coritiba FBC - Portuguesa 3:1                  |
| 11 listopada 2000 | Grêmio Porto Alegre - Athletico Paranaense 3:0 |
| 11 listopada 2000 | Atlético Mineiro - EC Juventude 3:2            |
| 12 listopada 2000 | EC Bahia - SE Palmeiras 1:2                    |
| 12 listopada 2000 | SC Internacional - CR Flamengo 3:0             |
| 12 listopada 2000 | SE Gama - Guarani FC 1:2                       |
| 12 listopada 2000 | São Paulo - Corinthians Paulista 0:0           |
| 12 listopada 2000 | CR Vasco da Gama - Botafogo FR 1:2             |
| 12 listopada 2000 | Cruzeiro EC - AA Ponte Preta 2:2               |

### Azul 34
| Data              | Mecz                          |
| ----------------- | ----------------------------- |
| 14 listopada 2000 | CR Flamengo - Cruzeiro EC 1:2 |

### Azul 35
| Data              | Mecz                                        |
| ----------------- | ------------------------------------------- |
| 15 listopada 2000 | EC Juventude - EC Bahia 0:0                 |
| 16 listopada 2000 | Athletico Paranaense - SC Internacional 2:1 |
| 16 listopada 2000 | Botafogo FR - Santa Cruz FC 1:2             |
| 16 listopada 2000 | Fluminense FC - Coritiba FBC 2:0            |
| 16 listopada 2000 | Goiás EC - AA Ponte Preta 3:0               |
| 16 listopada 2000 | Grêmio Porto Alegre - CR Vasco da Gama 0:1  |
| 16 listopada 2000 | Sport Recife - América Mineiro 1:0          |
| 16 listopada 2000 | Corinthians Paulista - CR Flamengo 1:4      |
| 16 listopada 2000 | Guarani FC - Santos FC 3:2                  |
| 16 listopada 2000 | EC Vitória - Atlético Mineiro 2:0           |

### Azul 36
| Data              | Mecz                                       |
| ----------------- | ------------------------------------------ |
| 19 listopada 2000 | Portuguesa - Athletico Paranaense 2:1      |
| 19 listopada 2000 | Santa Cruz FC - Grêmio Porto Alegre 0:3    |
| 19 listopada 2000 | CR Flamengo - EC Vitória 3:2               |
| 19 listopada 2000 | Santos FC - Botafogo FR 4:1                |
| 19 listopada 2000 | SE Palmeiras - Guarani FC 2:0              |
| 19 listopada 2000 | Atlético Mineiro - Sport Recife 0:6        |
| 19 listopada 2000 | SC Internacional - EC Juventude 2:1        |
| 19 listopada 2000 | Coritiba FBC - Cruzeiro EC 1:1             |
| 19 listopada 2000 | CR Vasco da Gama - São Paulo 0:4           |
| 19 listopada 2000 | AA Ponte Preta - Fluminense FC 3:4         |
| 19 listopada 2000 | EC Bahia - Goiás EC 0:1                    |
| 19 listopada 2000 | América Mineiro - Corinthians Paulista 2:1 |

### Tabela Módulo Azul
| Poz | Klub                 | Mecze | Zw | Rem | Por | Pkt | BrZd | BrStr |
| --- | -------------------- | ----- | -- | --- | --- | --- | ---- | ----- |
| 1   | Cruzeiro EC          | 24    | 12 | 9   | 3   | 45  | 46   | 27    |
| 2   | Sport Recife         | 24    | 12 | 6   | 6   | 42  | 46   | 27    |
| 3   | Fluminense FC        | 24    | 12 | 6   | 6   | 42  | 45   | 31    |
| 4   | Goiás EC             | 24    | 11 | 8   | 5   | 41  | 41   | 29    |
| 5   | CR Vasco da Gama     | 24    | 11 | 6   | 7   | 39  | 36   | 37    |
| 6   | São Paulo            | 24    | 10 | 9   | 5   | 39  | 46   | 35    |
| 7   | AA Ponte Preta       | 24    | 11 | 5   | 8   | 38  | 49   | 37    |
| 8   | Athletico Paranaense | 24    | 11 | 5   | 8   | 38  | 32   | 28    |
| 9   | SC Internacional     | 24    | 10 | 8   | 6   | 38  | 34   | 25    |
| 10  | Grêmio Porto Alegre  | 24    | 10 | 7   | 7   | 37  | 37   | 31    |
| 11  | SE Palmeiras         | 24    | 10 | 7   | 7   | 37  | 29   | 30    |
| 12  | EC Bahia             | 24    | 10 | 6   | 8   | 36  | 32   | 31    |
| 13  | Guarani FC           | 24    | 9  | 8   | 7   | 35  | 29   | 29    |
| 14  | Santos FC            | 24    | 9  | 6   | 9   | 33  | 38   | 31    |
| 15  | CR Flamengo          | 24    | 9  | 6   | 9   | 33  | 42   | 37    |
| 16  | Botafogo FR          | 24    | 9  | 5   | 10  | 32  | 31   | 35    |
| 17  | Portuguesa           | 24    | 9  | 5   | 10  | 32  | 34   | 43    |
| 18  | EC Vitória           | 24    | 9  | 4   | 11  | 31  | 44   | 40    |
| 19  | América Mineiro      | 24    | 7  | 6   | 11  | 27  | 26   | 35    |
| 20  | Atlético Mineiro     | 24    | 7  | 6   | 11  | 27  | 31   | 42    |
| 21  | EC Juventude         | 24    | 7  | 5   | 12  | 26  | 27   | 36    |
| 22  | SE Gama              | 24    | 6  | 4   | 14  | 22  | 22   | 39    |
| 23  | Coritiba FBC         | 24    | 5  | 6   | 13  | 21  | 26   | 35    |
| 24  | Corinthians Paulista | 24    | 4  | 4   | 16  | 16  | 26   | 46    |
| 25  | Santa Cruz FC        | 24    | 3  | 7   | 14  | 16  | 18   | 51    |

## Módulo Amarelo
Do fazy finałowej mistrzostw Brazylii awansowały trzy najlepsze kluby Żółtego Modułu.

### Amarelo - grupa A

#### Sierpień
| Data             | Mecz                                                                                 |
| ---------------- | ------------------------------------------------------------------------------------ |
| 8 sierpnia 2000  | Botafogo Ribeirão Preto - União São João EC 1:1                                      |
| 8 sierpnia 2000  | São Caetano - Figueirense FC 3:1                                                     |
| 8 sierpnia 2000  | Bangu AC - America FC 0:1                                                            |
| 9 sierpnia 2000  | XV de Piracicaba - CA Bragantino 1:1                                                 |
| 9 sierpnia 2000  | Paraná Clube - Marcílio Dias Itajaí 1:0                                              |
| 9 sierpnia 2000  | Joinville - Villa Nova AC 0:0                                                        |
| 9 sierpnia 2000  | Criciúma - Londrina 2:0                                                              |
| 9 sierpnia 2000  | Caxias - Americano FC 1:1                                                            |
| 9 sierpnia 2000  | Brasil Pelotas - Avaí FC 0:2                                                         |
| 11 sierpnia 2000 | America FC - Botafogo Ribeirão Preto 1:0                                             |
| 13 sierpnia 2000 | Avaí FC - Criciúma 2:0                                                               |
| 13 sierpnia 2000 | União São João EC - Paraná Clube 0:0                                                 |
| 13 sierpnia 2000 | Figueirense FC - Joinville 3:0                                                       |
| 13 sierpnia 2000 | Marcílio Dias Itajaí - Brasil Pelotas 1:0                                            |
| 13 sierpnia 2000 | Villa Nova AC - Caxias 1:2                                                           |
| 13 sierpnia 2000 | Londrina - XV de Piracicaba 0:3                                                      |
| 13 sierpnia 2000 | Americano FC - São Caetano 1:1                                                       |
| 14 sierpnia 2000 | CA Bragantino - Bangu AC 1:2                                                         |
| 16 sierpnia 2000 | Paraná Clube - Americano FC 1:0                                                      |
| 16 sierpnia 2000 | Joinville - Londrina 1:1                                                             |
| 16 sierpnia 2000 | Botafogo Ribeirão Preto - Figueirense FC 0:0                                         |
| 16 sierpnia 2000 | Brasil Pelotas - União São João EC 1:1                                               |
| 16 sierpnia 2000 | XV de Piracicaba - Villa Nova AC 1:0                                                 |
| 16 sierpnia 2000 | São Caetano - Marcílio Dias Itajaí 2:1                                               |
| 16 sierpnia 2000 | America FC - Avaí FC 2:1                                                             |
| 17 sierpnia 2000 | Caxias - CA Bragantino 1:1                                                           |
| 17 sierpnia 2000 | Bangu AC - Criciúma 3:0                                                              |
| 20 sierpnia 2000 | Americano FC - Bangu AC 2:1                                                          |
| 20 sierpnia 2000 | Criciúma - São Caetano 1:3                                                           |
| 20 sierpnia 2000 | Londrina - America FC 0:0                                                            |
| 20 sierpnia 2000 | Figueirense FC - XV de Piracicaba 1:0                                                |
| 20 sierpnia 2000 | CA Bragantino - Brasil Pelotas 2:2                                                   |
| 20 sierpnia 2000 | Villa Nova AC - Paraná Clube 1:0                                                     |
| 20 sierpnia 2000 | Marcílio Dias Itajaí - Joinville 1:1                                                 |
| 20 sierpnia 2000 | Botafogo Ribeirão Preto - Avaí FC 0:0                                                |
| 21 sierpnia 2000 | União São João EC - Caxias 0:0                                                       |
| 23 sierpnia 2000 | São Caetano - Villa Nova AC 5:3                                                      |
| 23 sierpnia 2000 | America FC - CA Bragantino 1:1                                                       |
| 23 sierpnia 2000 | Brasil Pelotas - Figueirense FC mecz przerwany w 48 minucie - powtórzony 30 września |
| 23 sierpnia 2000 | XV de Piracicaba - Criciúma 3:1                                                      |
| 23 sierpnia 2000 | Paraná Clube - Londrina 3:0                                                          |
| 23 sierpnia 2000 | Joinville - Americano FC 3:0                                                         |
| 23 sierpnia 2000 | Avaí FC - Bangu AC 2:2                                                               |
| 24 sierpnia 2000 | Caxias - Botafogo Ribeirão Preto 1:1                                                 |
| 24 sierpnia 2000 | Marcílio Dias Itajaí - União São João EC 0:2                                         |
| 26 sierpnia 2000 | Criciúma - Paraná Clube 1:0                                                          |
| 27 sierpnia 2000 | São Caetano - Avaí FC 4:3                                                            |
| 27 sierpnia 2000 | Figueirense FC - Caxias 3:2                                                          |
| 27 sierpnia 2000 | Marcílio Dias Itajaí - Americano FC 1:2                                              |
| 27 sierpnia 2000 | União São João EC - XV de Piracicaba 2:2                                             |
| 27 sierpnia 2000 | CA Bragantino - Londrina 2:1                                                         |
| 27 sierpnia 2000 | Botafogo Ribeirão Preto - Brasil Pelotas 3:1                                         |
| 27 sierpnia 2000 | Bangu AC - Joinville 1:0                                                             |
| 27 sierpnia 2000 | Villa Nova AC - America FC 2:1                                                       |
| 30 sierpnia 2000 | Paraná Clube - Botafogo Ribeirão Preto 2:1                                           |
| 30 sierpnia 2000 | Caxias - São Caetano 2:4                                                             |
| 30 sierpnia 2000 | Brasil Pelotas - Bangu AC 4:1                                                        |
| 30 sierpnia 2000 | America FC - Criciúma 0:0                                                            |
| 30 sierpnia 2000 | Figueirense FC - Marcílio Dias Itajaí 3:1                                            |
| 30 sierpnia 2000 | Londrina - União São João EC 1:1                                                     |
| 30 sierpnia 2000 | Joinville - CA Bragantino 0:0                                                        |
| 30 sierpnia 2000 | Americano FC - Villa Nova AC 2:0                                                     |
| 30 sierpnia 2000 | XV de Piracicaba - Avaí FC 0:1                                                       |

#### Wrzesień
| Data             | Mecz                                                                                   |
| ---------------- | -------------------------------------------------------------------------------------- |
| 2 września 2000  | XV de Piracicaba - Caxias 2:3                                                          |
| 2 września 2000  | Bangu AC - São Caetano 1:1                                                             |
| 2 września 2000  | União São João EC - America FC 1:1                                                     |
| 2 września 2000  | CA Bragantino - Marcílio Dias Itajaí 0:0                                               |
| 2 września 2000  | Villa Nova AC - Figueirense FC 0:0                                                     |
| 2 września 2000  | Criciúma - Joinville 2:1                                                               |
| 2 września 2000  | Paraná Clube - Brasil Pelotas 2:0                                                      |
| 2 września 2000  | Avaí FC - Americano FC 1:1                                                             |
| 3 września 2000  | Botafogo Ribeirão Preto - Londrina 5:0                                                 |
| 6 września 2000  | Marcílio Dias Itajaí - Avaí FC 2:2                                                     |
| 6 września 2000  | Brasil Pelotas - XV de Piracicaba 0:0                                                  |
| 6 września 2000  | CA Bragantino - Villa Nova AC 1:1                                                      |
| 6 września 2000  | Londrina - Bangu AC 1:0                                                                |
| 6 września 2000  | Americano FC - America FC 1:1                                                          |
| 6 września 2000  | Figueirense FC - União São João EC 3:0                                                 |
| 6 września 2000  | Joinville - Paraná Clube 3:0                                                           |
| 6 września 2000  | São Caetano - Botafogo Ribeirão Preto 1:0                                              |
| 10 września 2000 | Americano FC - Londrina 2:1                                                            |
| 10 września 2000 | Bangu AC - Paraná Clube 0:0                                                            |
| 10 września 2000 | Criciúma - CA Bragantino 1:1                                                           |
| 10 września 2000 | Botafogo Ribeirão Preto - Marcílio Dias Itajaí 5:2                                     |
| 10 września 2000 | XV de Piracicaba - Joinville 1:0                                                       |
| 10 września 2000 | União São João EC - Villa Nova AC 4:3                                                  |
| 10 września 2000 | São Caetano - Brasil Pelotas 3:0                                                       |
| 10 września 2000 | Avaí FC - Figueirense FC 1:1                                                           |
| 11 września 2000 | America FC - Caxias 2:3                                                                |
| 13 września 2000 | Botafogo Ribeirão Preto - Bangu AC 3:0                                                 |
| 13 września 2000 | Londrina - Figueirense FC 0:1                                                          |
| 13 września 2000 | Paraná Clube - São Caetano 0:0                                                         |
| 13 września 2000 | Marcílio Dias Itajaí - XV de Piracicaba 2:1                                            |
| 13 września 2000 | Villa Nova AC - Criciúma 1:1                                                           |
| 13 września 2000 | CA Bragantino - Americano FC 0:0                                                       |
| 13 września 2000 | Avaí FC - União São João EC 1:1                                                        |
| 14 września 2000 | Brasil Pelotas 2-1 America FC 2:1 inne źródła mówią, że mecz zakończył się remisem 2:2 |
| 14 września 2000 | Joinville - Caxias 2:2                                                                 |
| 17 września 2000 | XV de Piracicaba - Paraná Clube 1:2                                                    |
| 17 września 2000 | America FC - Joinville 3:1                                                             |
| 17 września 2000 | São Caetano - União São João EC 1:1                                                    |
| 17 września 2000 | Brasil Pelotas - Villa Nova AC 3:1                                                     |
| 17 września 2000 | Caxias - Londrina 3:1                                                                  |
| 17 września 2000 | Marcílio Dias Itajaí - Bangu AC 0:0                                                    |
| 17 września 2000 | Criciúma - Botafogo Ribeirão Preto 2:1                                                 |
| 17 września 2000 | Americano FC - Figueirense FC 1:1                                                      |
| 17 września 2000 | Avaí FC - CA Bragantino 1:1                                                            |
| 20 września 2000 | Paraná Clube - Avaí FC 4:1                                                             |
| 20 września 2000 | União São João EC - CA Bragantino 4:2                                                  |
| 20 września 2000 | Villa Nova AC - Marcílio Dias Itajaí 0:0                                               |
| 20 września 2000 | Figueirense FC - America FC 2:0                                                        |
| 20 września 2000 | Joinville - Botafogo Ribeirão Preto 2:0                                                |
| 20 września 2000 | Bangu AC - Caxias 3:2                                                                  |
| 20 września 2000 | Londrina - Brasil Pelotas 2:1                                                          |
| 20 września 2000 | Criciúma - Americano FC 3:0                                                            |
| 20 września 2000 | São Caetano - XV de Piracicaba 5:0                                                     |
| 24 września 2000 | Avaí FC - Caxias 1:1                                                                   |
| 24 września 2000 | Bangu AC - XV de Piracicaba 5:1                                                        |
| 24 września 2000 | Paraná Clube - CA Bragantino 0:1                                                       |
| 24 września 2000 | America FC - São Caetano 3:2                                                           |
| 24 września 2000 | Figueirense FC - Criciúma 1:1                                                          |
| 24 września 2000 | Botafogo Ribeirão Preto - Villa Nova AC 2:1                                            |
| 24 września 2000 | Londrina - Marcílio Dias Itajaí 0:1                                                    |
| 24 września 2000 | Brasil Pelotas - Joinville 0:1                                                         |
| 24 września 2000 | Americano FC - União São João EC 0:0                                                   |
| 27 września 2000 | XV de Piracicaba - Botafogo Ribeirão Preto 0:1                                         |
| 27 września 2000 | CA Bragantino - Figueirense FC 1:1                                                     |
| 27 września 2000 | União São João EC - Criciúma 0:2                                                       |
| 27 września 2000 | Joinville - São Caetano 1:0                                                            |
| 27 września 2000 | Americano FC - Brasil Pelotas 1:3                                                      |
| 27 września 2000 | Villa Nova AC - Bangu AC 3:3                                                           |
| 27 września 2000 | Marcílio Dias Itajaí - America FC 1:0                                                  |
| 27 września 2000 | Caxias - Paraná Clube 1:1                                                              |
| 27 września 2000 | Avaí FC - Londrina 4:0                                                                 |
| 30 września 2000 | Brasil Pelotas - Figueirense FC 0:2 powtórzenie meczu przerwanego 23 sierpnia          |
| 30 września 2000 | Caxias - Criciúma 1:0                                                                  |

#### Październik
| Data                | Mecz                                        |
| ------------------- | ------------------------------------------- |
| 2 października 2000 | Botafogo Ribeirão Preto - Americano FC 2:1  |
| 4 października 2000 | Paraná Clube - Figueirense FC 2:1           |
| 4 października 2000 | XV de Piracicaba - America FC 3:1           |
| 4 października 2000 | São Caetano - CA Bragantino 3:1             |
| 4 października 2000 | Bangu AC - União São João EC 2:1            |
| 4 października 2000 | Villa Nova AC - Londrina 1:0                |
| 4 października 2000 | Criciúma - Brasil Pelotas 1:0               |
| 4 października 2000 | Caxias - Marcílio Dias Itajaí 3:3           |
| 4 października 2000 | Joinville - Avaí FC 2:2                     |
| 7 października 2000 | Americano FC - XV de Piracicaba 2:2         |
| 7 października 2000 | America FC - Paraná Clube 0:0               |
| 7 października 2000 | CA Bragantino - Botafogo Ribeirão Preto 0:2 |
| 7 października 2000 | União São João EC - Joinville 1:1           |
| 7 października 2000 | Figueirense FC - Bangu AC 1:1               |
| 7 października 2000 | Londrina - São Caetano 0:2                  |
| 7 października 2000 | Brasil Pelotas - Caxias 0:1                 |
| 7 października 2000 | Marcílio Dias Itajaí - Criciúma 1:1         |
| 7 października 2000 | Avaí FC - Villa Nova AC 2:0                 |

#### Tabela grupy A
| Poz | Klub                    | Mecze | Zw | Rem | Por | Pkt | BrZd | BrStr |
| --- | ----------------------- | ----- | -- | --- | --- | --- | ---- | ----- |
| 1   | São Caetano             | 17    | 11 | 4   | 2   | 37  | 40   | 19    |
| 2   | Figueirense FC          | 17    | 8  | 7   | 2   | 31  | 25   | 13    |
| 3   | Paraná Clube            | 17    | 8  | 5   | 4   | 29  | 18   | 11    |
| 4   | Botafogo Ribeirão Preto | 17    | 8  | 4   | 5   | 28  | 27   | 15    |
| 5   | Criciúma                | 17    | 7  | 5   | 5   | 26  | 19   | 18    |
| 6   | Caxias                  | 17    | 6  | 8   | 3   | 26  | 29   | 26    |
| 7   | Bangu AC                | 17    | 6  | 6   | 5   | 24  | 25   | 23    |
| 8   | Avaí FC                 | 17    | 5  | 9   | 3   | 24  | 27   | 21    |
| 9   | Joinville               | 17    | 5  | 7   | 5   | 22  | 19   | 17    |
| 10  | America FC              | 17    | 5  | 6   | 6   | 21  | 18   | 20    |
| 11  | Americano FC            | 17    | 4  | 8   | 5   | 20  | 17   | 22    |
| 12  | União São João EC       | 17    | 3  | 11  | 3   | 20  | 20   | 21    |
| 13  | XV de Piracicaba        | 17    | 5  | 4   | 8   | 19  | 21   | 27    |
| 14  | Marcílio Dias Itajaí    | 17    | 4  | 7   | 6   | 19  | 17   | 23    |
| 15  | CA Bragantino           | 17    | 2  | 11  | 4   | 17  | 16   | 21    |
| 16  | Brasil Pelotas          | 17    | 4  | 3   | 10  | 15  | 17   | 25    |
| 17  | Villa Nova AC           | 17    | 3  | 6   | 8   | 15  | 18   | 27    |
| 18  | Londrina                | 17    | 2  | 3   | 12  | 9   | 8    | 32    |

### Amarelo - grupa B

#### Sierpień
| Data             | Mecz                                                                                     |
| ---------------- | ---------------------------------------------------------------------------------------- |
| 6 sierpnia 2000  | Ríver AC - Nacional FC 2:2                                                               |
| 6 sierpnia 2000  | Fortaleza - Náutico 1:0                                                                  |
| 6 sierpnia 2000  | AA Anapolina - Serra 0:0                                                                 |
| 6 sierpnia 2000  | São Raimundo Manaus - Sampaio Corrêa FC 2:0                                              |
| 6 sierpnia 2000  | Clube do Remo - América Natal 1:1                                                        |
| 9 sierpnia 2000  | São Raimundo Manaus - Paysandu SC 1:0                                                    |
| 9 sierpnia 2000  | Clube do Remo - Nacional FC 2:0                                                          |
| 9 sierpnia 2000  | Desportiva Cariacica - Vila Nova FC 1:0                                                  |
| 9 sierpnia 2000  | AA Anapolina - Bandeirante Brasília 1:1                                                  |
| 9 sierpnia 2000  | Fortaleza - ABC FC 2:1                                                                   |
| 9 sierpnia 2000  | América Natal - Ceará SC 1:1                                                             |
| 9 sierpnia 2000  | Sampaio Corrêa FC - Náutico 1:2                                                          |
| 9 sierpnia 2000  | CS Alagoano - Ríver AC 1:2                                                               |
| 10 sierpnia 2000 | Serra - Clube de Regatas Brasil 0:1                                                      |
| 12 sierpnia 2000 | Vila Nova FC - Sampaio Corrêa FC 5:1                                                     |
| 13 sierpnia 2000 | Clube de Regatas Brasil - Fortaleza 1:1                                                  |
| 13 sierpnia 2000 | Nacional FC - AA Anapolina 1:1                                                           |
| 13 sierpnia 2000 | Paysandu SC - Serra 0:1                                                                  |
| 13 sierpnia 2000 | ABC FC - CS Alagoano 1:3                                                                 |
| 13 sierpnia 2000 | Ceará SC - São Raimundo Manaus 0:1                                                       |
| 13 sierpnia 2000 | Ríver AC - Desportiva Cariacica 2:0 według innych źródeł mecz zakończył się wynikiem 2:1 |
| 13 sierpnia 2000 | Bandeirante Brasília - Clube do Remo 0:0                                                 |
| 13 sierpnia 2000 | Náutico - América Natal 2:1                                                              |
| 16 sierpnia 2000 | Clube de Regatas Brasil - ABC FC 2:1                                                     |
| 16 sierpnia 2000 | Nacional FC - Desportiva Cariacica 1:2                                                   |
| 16 sierpnia 2000 | Paysandu SC - Sampaio Corrêa FC 0:0                                                      |
| 16 sierpnia 2000 | América Natal - Bandeirante Brasília 1:0                                                 |
| 16 sierpnia 2000 | Ceará SC - Serra 3:0                                                                     |
| 16 sierpnia 2000 | Ríver AC - Vila Nova FC 3:2                                                              |
| 16 sierpnia 2000 | Náutico - CS Alagoano 3:0                                                                |
| 17 sierpnia 2000 | São Raimundo Manaus - AA Anapolina 1:2                                                   |
| 17 sierpnia 2000 | Fortaleza - Clube do Remo 2:1                                                            |
| 19 sierpnia 2000 | Serra - Náutico 2:4                                                                      |
| 19 sierpnia 2000 | Vila Nova FC - América Natal 2:3                                                         |
| 20 sierpnia 2000 | CS Alagoano - Paysandu SC 0:3                                                            |
| 20 sierpnia 2000 | São Raimundo Manaus - Ríver AC 2:1                                                       |
| 20 sierpnia 2000 | Clube do Remo - Clube de Regatas Brasil 1:1                                              |
| 20 sierpnia 2000 | ABC FC - Bandeirante Brasília 2:0                                                        |
| 20 sierpnia 2000 | Sampaio Corrêa FC - Nacional FC 3:2                                                      |
| 20 sierpnia 2000 | Desportiva Cariacica - Ceará SC 0:2                                                      |
| 20 sierpnia 2000 | AA Anapolina - Fortaleza 0:0                                                             |
| 22 sierpnia 2000 | Vila Nova FC - Náutico 0:1                                                               |
| 23 sierpnia 2000 | CS Alagoano - Nacional FC 4:3                                                            |
| 23 sierpnia 2000 | Paysandu SC - Clube de Regatas Brasil 1:0                                                |
| 23 sierpnia 2000 | América Natal - ABC FC 1:1                                                               |
| 23 sierpnia 2000 | Sampaio Corrêa FC - Ríver AC 1:0                                                         |
| 23 sierpnia 2000 | Bandeirante Brasília - Ceará SC 0:2                                                      |
| 23 sierpnia 2000 | Desportiva Cariacica - Fortaleza 3:2                                                     |
| 23 sierpnia 2000 | AA Anapolina - Clube do Remo 3:1                                                         |
| 24 sierpnia 2000 | Serra - São Raimundo Manaus 0:0                                                          |
| 26 sierpnia 2000 | Ceará SC - CS Alagoano 1:0                                                               |
| 26 sierpnia 2000 | Náutico - AA Anapolina 0:2                                                               |
| 26 sierpnia 2000 | Nacional FC - ABC FC 4:1                                                                 |
| 27 sierpnia 2000 | Clube de Regatas Brasil - Vila Nova FC 1:1                                               |
| 27 sierpnia 2000 | América Natal - Serra 3:0                                                                |
| 27 sierpnia 2000 | Fortaleza - Paysandu SC 3:2                                                              |
| 27 sierpnia 2000 | Ríver AC - Clube do Remo 1:2                                                             |
| 27 sierpnia 2000 | Bandeirante Brasília - Sampaio Corrêa FC 3:3                                             |
| 27 sierpnia 2000 | São Raimundo Manaus - Desportiva Cariacica 4:1                                           |
| 29 sierpnia 2000 | Ceará SC - AA Anapolina 2:2                                                              |
| 30 sierpnia 2000 | CS Alagoano - Vila Nova FC 3:2                                                           |
| 30 sierpnia 2000 | Nacional FC - Náutico 3:2                                                                |
| 30 sierpnia 2000 | Clube do Remo - ABC FC 1:2                                                               |
| 30 sierpnia 2000 | América Natal - Paysandu SC 1:2                                                          |
| 30 sierpnia 2000 | Ríver AC - Serra 1:0                                                                     |
| 30 sierpnia 2000 | Desportiva Cariacica - Clube de Regatas Brasil 3:4                                       |
| 30 sierpnia 2000 | Fortaleza - Bandeirante Brasília 1:2                                                     |

#### Wrzesień
| Data             | Mecz                                               |
| ---------------- | -------------------------------------------------- |
| 2 września 2000  | Clube de Regatas Brasil - Ceará SC 0:0             |
| 2 września 2000  | Paysandu SC - Ríver AC 3:1                         |
| 2 września 2000  | ABC FC - São Raimundo Manaus 3:0                   |
| 2 września 2000  | Vila Nova FC - Fortaleza 3:3                       |
| 2 września 2000  | AA Anapolina - Desportiva Cariacica 4:0            |
| 2 września 2000  | Náutico - Bandeirante Brasília 2:0                 |
| 2 września 2000  | Serra - Nacional FC 1:1                            |
| 4 września 2000  | Sampaio Corrêa FC - CS Alagoano 1:0                |
| 6 września 2000  | Serra - Fortaleza 2:5                              |
| 6 września 2000  | Náutico - Clube do Remo 0:2                        |
| 6 września 2000  | Bandeirante Brasília - Vila Nova FC 2:2            |
| 6 września 2000  | Ríver AC - Ceará SC 2:1                            |
| 6 września 2000  | ABC FC - Desportiva Cariacica 2:0                  |
| 6 września 2000  | Paysandu SC - AA Anapolina 1:0                     |
| 6 września 2000  | São Raimundo Manaus - Nacional FC 4:5              |
| 7 września 2000  | CS Alagoano - Clube de Regatas Brasil 0:2          |
| 7 września 2000  | Sampaio Corrêa FC - América Natal 1:0              |
| 9 września 2000  | Nacional FC - Paysandu SC 1:0                      |
| 9 września 2000  | Ceará SC - Náutico 0:0                             |
| 10 września 2000 | Clube de Regatas Brasil - Bandeirante Brasília 6:2 |
| 10 września 2000 | São Raimundo Manaus - CS Alagoano 2:0              |
| 10 września 2000 | Clube do Remo - Vila Nova FC 1:0                   |
| 10 września 2000 | América Natal - AA Anapolina 1:1                   |
| 10 września 2000 | Fortaleza - Sampaio Corrêa FC 2:0                  |
| 10 września 2000 | Ríver AC - ABC FC 1:1                              |
| 10 września 2000 | Desportiva Cariacica - Serra 0:6                   |
| 13 września 2000 | CS Alagoano - América Natal 5:2                    |
| 13 września 2000 | Paysandu SC - Clube do Remo 0:0                    |
| 13 września 2000 | ABC FC - Ceará SC 2:2                              |
| 13 września 2000 | Fortaleza - São Raimundo Manaus 4:3                |
| 13 września 2000 | Sampaio Corrêa FC - Clube de Regatas Brasil 1:0    |
| 13 września 2000 | Vila Nova FC - Nacional FC 2:0                     |
| 13 września 2000 | Desportiva Cariacica - Náutico 1:0                 |
| 13 września 2000 | AA Anapolina - Ríver AC 3:2                        |
| 14 września 2000 | Bandeirante Brasília - Serra 1:2                   |
| 16 września 2000 | ABC FC - AA Anapolina 2:2                          |
| 17 września 2000 | Bandeirante Brasília - São Raimundo Manaus 2:2     |
| 17 września 2000 | CS Alagoano - Fortaleza 1:1                        |
| 17 września 2000 | América Natal - Ríver AC 1:0                       |
| 17 września 2000 | Ceará SC - Nacional FC 2:0                         |
| 17 września 2000 | Sampaio Corrêa FC - Desportiva Cariacica 3:2       |
| 17 września 2000 | Vila Nova FC - Paysandu SC 1:1                     |
| 17 września 2000 | Serra - Clube do Remo 5:2                          |
| 17 września 2000 | Náutico - Clube de Regatas Brasil 1:1              |
| 20 września 2000 | Desportiva Cariacica - CS Alagoano 1:1             |
| 20 września 2000 | Clube de Regatas Brasil - AA Anapolina 0:2         |
| 20 września 2000 | São Raimundo Manaus - América Natal 2:1            |
| 20 września 2000 | Clube do Remo - Sampaio Corrêa FC 1:1              |
| 20 września 2000 | Náutico - ABC FC 2:0                               |
| 21 września 2000 | Serra - Vila Nova FC 2:0                           |
| 21 września 2000 | Nacional FC - Fortaleza 3:4                        |
| 21 września 2000 | Paysandu SC - Ceará SC 4:2                         |
| 21 września 2000 | Ríver AC - Bandeirante Brasília 3:0                |
| 23 września 2000 | Clube de Regatas Brasil - América Natal 0:0        |
| 23 września 2000 | Clube do Remo - Desportiva Cariacica 4:0           |
| 23 września 2000 | Vila Nova FC - São Raimundo Manaus 0:1             |
| 24 września 2000 | Bandeirante Brasília - Nacional FC 1:1             |
| 24 września 2000 | CS Alagoano - AA Anapolina 1:0                     |
| 24 września 2000 | Paysandu SC - Náutico 0:0                          |
| 24 września 2000 | ABC FC - Serra 0:0                                 |
| 24 września 2000 | Fortaleza - Ríver AC 3:1                           |
| 24 września 2000 | Sampaio Corrêa FC - Ceará SC 2:0                   |
| 27 września 2000 | CS Alagoano - Serra 0:2                            |
| 27 września 2000 | Nacional FC - Clube de Regatas Brasil 3:4          |
| 27 września 2000 | América Natal - Desportiva Cariacica 4:0           |
| 27 września 2000 | Ceará SC - Fortaleza 1:3                           |
| 27 września 2000 | Sampaio Corrêa FC - ABC FC 3:2                     |
| 27 września 2000 | AA Anapolina - Vila Nova FC 1:0                    |
| 27 września 2000 | Náutico - Ríver AC 0:0                             |
| 27 września 2000 | Bandeirante Brasília - Paysandu SC 0:1             |
| 29 września 2000 | São Raimundo Manaus - Clube do Remo 4:1            |
| 30 września 2000 | América Natal - Fortaleza 1:1                      |

#### Październik
| Data                | Mecz                                              |
| ------------------- | ------------------------------------------------- |
| 3 października 2000 | Desportiva Cariacica - Bandeirante Brasília 3:0   |
| 4 października 2000 | Serra - Sampaio Corrêa FC 3:1                     |
| 4 października 2000 | Clube do Remo - CS Alagoano 1:0                   |
| 4 października 2000 | ABC FC - Paysandu SC 4:1                          |
| 4 października 2000 | Ceará SC - Vila Nova FC 0:0                       |
| 4 października 2000 | Ríver AC - Clube de Regatas Brasil 1:1            |
| 4 października 2000 | Náutico - São Raimundo Manaus 3:2                 |
| 7 października 2000 | Clube de Regatas Brasil - São Raimundo Manaus 1:1 |
| 7 października 2000 | Nacional FC - América Natal 4:2                   |
| 7 października 2000 | Paysandu SC - Desportiva Cariacica 3:2            |
| 7 października 2000 | Ceará SC - Clube do Remo 1:2                      |
| 7 października 2000 | Vila Nova FC - ABC FC 0:1                         |
| 7 października 2000 | Bandeirante Brasília - CS Alagoano 2:3            |
| 7 października 2000 | AA Anapolina - Sampaio Corrêa FC 0:1              |

#### Tabela grupy B
| Poz | Klub                    | Mecze | Zw | Rem | Por | Pkt | BrZd | BrStr |
| --- | ----------------------- | ----- | -- | --- | --- | --- | ---- | ----- |
| 1   | Fortaleza               | 17    | 10 | 5   | 2   | 35  | 38   | 25    |
| 2   | São Raimundo Manaus     | 17    | 9  | 3   | 5   | 30  | 32   | 24    |
| 3   | Sampaio Corrêa FC       | 17    | 9  | 3   | 5   | 30  | 23   | 24    |
| 4   | Náutico                 | 17    | 8  | 4   | 5   | 28  | 22   | 16    |
| 5   | Paysandu SC             | 17    | 8  | 4   | 5   | 28  | 22   | 17    |
| 6   | AA Anapolina            | 17    | 7  | 7   | 3   | 28  | 24   | 14    |
| 7   | Clube do Remo           | 17    | 7  | 5   | 5   | 26  | 23   | 21    |
| 8   | Clube de Regatas Brasil | 17    | 6  | 8   | 3   | 26  | 25   | 19    |
| 9   | Serra                   | 17    | 7  | 4   | 6   | 25  | 26   | 22    |
| 10  | ABC FC                  | 17    | 6  | 5   | 6   | 23  | 26   | 24    |
| 11  | Ríver AC                | 17    | 6  | 4   | 7   | 22  | 23   | 23    |
| 12  | América Natal           | 17    | 5  | 6   | 6   | 21  | 24   | 23    |
| 13  | Ceará SC                | 17    | 5  | 6   | 6   | 21  | 20   | 19    |
| 14  | CS Alagoano             | 17    | 6  | 2   | 9   | 20  | 22   | 29    |
| 15  | Nacional FC             | 17    | 5  | 4   | 8   | 19  | 34   | 37    |
| 16  | Desportiva Cariacica    | 17    | 5  | 1   | 11  | 16  | 19   | 42    |
| 17  | Vila Nova FC            | 17    | 2  | 5   | 10  | 11  | 20   | 25    |
| 18  | Bandeirante Brasília    | 17    | 1  | 6   | 10  | 9   | 16   | 35    |

### 1/8 finału
| Data                 | Mecz                                                         |
| -------------------- | ------------------------------------------------------------ |
| 14 października 2000 | Caxias - Sampaio Corrêa FC 2:0                               |
| 14 października 2000 | Clube do Remo - Figueirense FC 4:1                           |
| 15 października 2000 | AA Anapolina - Paraná Clube 0:1                              |
| 15 października 2000 | Avaí FC - Fortaleza 0:2                                      |
| 15 października 2000 | Bangu AC - São Raimundo Manaus 2:1                           |
| 15 października 2000 | Criciúma - Náutico 1:2                                       |
| 15 października 2000 | Paysandu SC - Botafogo Ribeirão Preto 3:0                    |
| 16 października 2000 | Clube de Regatas Brasil - São Caetano 1:1                    |
| 18 października 2000 | Fortaleza - Avaí FC 1:2 Awans: Fortaleza                     |
| 18 października 2000 | Sampaio Corrêa FC - Caxias 1:1 Awans: Caxias                 |
| 18 października 2000 | São Raimundo Manaus - Bangu AC 2:2 Awans: Bangu AC           |
| 18 października 2000 | Náutico - Criciúma 0:0Awans: Náutico                         |
| 19 października 2000 | Figueirense FC - Clube do Remo 2:1 Awans: Clube do Remo      |
| 19 października 2000 | Paraná Clube - AA Anapolina 2:0 Awans: Paraná Clube          |
| 19 października 2000 | Botafogo Ribeirão Preto - Paysandu SC 2:1 Awans: Paysandu SC |
| 19 października 2000 | São Caetano - Clube de Regatas Brasil 4:1 Awans: São Caetano |

### 1/4 finału
| Data                 | Mecz                                            |
| -------------------- | ----------------------------------------------- |
| 22 października 2000 | Fortaleza - Paysandu SC 0:1                     |
| 23 października 2000 | Náutico - São Caetano 1:0                       |
| 23 października 2000 | Caxias - Clube do Remo 2:1                      |
| 23 października 2000 | Bangu AC - Paraná Clube 0:3                     |
| 25 października 2000 | Paysandu SC - Fortaleza 1:0 Awans: Paysandu SC  |
| 26 października 2000 | São Caetano - Náutico 6:2 Awans: São Caetano    |
| 26 października 2000 | Clube do Remo - Caxias 3:0 Awans: Clube do Remo |
| 26 października 2000 | Paraná Clube - Bangu AC 2:1 Awans: Paraná Clube |

### 1/2 finału
| Data             | Mecz                                                 |
| ---------------- | ---------------------------------------------------- |
| 1 listopada 2000 | Paysandu SC - São Caetano 1:1                        |
| 1 listopada 2000 | Paraná Clube - Clube do Remo 0:0                     |
| 5 listopada 2000 | Clube do Remo - Paraná Clube 1:2 Awans: Paraná Clube |
| 6 listopada 2000 | São Caetano - Paysandu SC 5:4 Awans: São Caetano     |

### Mecz o III miejsce
| Data              | Mecz                            |
| ----------------- | ------------------------------- |
| 12 listopada 2000 | Clube do Remo - Paysandu SC 3:2 |
| 19 listopada 2000 | Paysandu SC - Clube do Remo 1:1 |

### Finał
| Data              | Mecz                           |
| ----------------- | ------------------------------ |
| 13 listopada 2000 | Paraná Clube - São Caetano 1:1 |
| 18 listopada 2000 | São Caetano - Paraná Clube 1:3 |

Do fazy finałowej mistrzostw Brazylii awansowały Paraná Clube jako 13. klub, São Caetano jako 14. klub oraz Clube do Remo jako 15. klub.

## Módulo Verde

### Pierwszy etap
W pierwszym etapie Zielonego Modułu 28 klubów podzielono na 4 grupy po 7 klubów. Z każdej grupy do drugiego etapu awansowały 3 najlepsze kluby.

#### Grupa A
| Data             | Mecz                                             |
| ---------------- | ------------------------------------------------ |
| 6 sierpnia 2000  | Porto Caruaru - Central SC 0:1                   |
| 6 sierpnia 2000  | Tuna Luso Brasileira - Botafogo João Pessoa 3:1  |
| 6 sierpnia 2000  | Treze FC - Moto Club de São Luís 2:0             |
| 9 sierpnia 2000  | Porto Caruaru - Tuna Luso Brasileira 1:2         |
| 9 sierpnia 2000  | Botafogo João Pessoa - Central SC 3:1            |
| 10 sierpnia 2000 | Moto Club de São Luís - ACD Potiguar 3:1         |
| 13 sierpnia 2000 | ACD Potiguar - Porto Caruaru 1:0                 |
| 13 sierpnia 2000 | Central SC - Treze FC 1:0                        |
| 13 sierpnia 2000 | Tuna Luso Brasileira - Moto Club de São Luís 1:1 |
| 16 sierpnia 2000 | Central SC - ACD Potiguar 2:0                    |
| 16 sierpnia 2000 | Treze FC - Tuna Luso Brasileira 0:1              |
| 16 sierpnia 2000 | Moto Club de São Luís - Botafogo João Pessoa 2:0 |
| 20 sierpnia 2000 | Tuna Luso Brasileira - Central SC 2:0            |
| 20 sierpnia 2000 | Porto Caruaru - Treze FC 3:0                     |
| 21 sierpnia 2000 | Botafogo João Pessoa - ACD Potiguar 5:0          |
| 24 sierpnia 2000 | ACD Potiguar - Tuna Luso Brasileira 1:2          |
| 24 sierpnia 2000 | Treze FC - Botafogo João Pessoa 2:2              |
| 24 sierpnia 2000 | Moto Club de São Luís - Porto Caruaru 0:1        |
| 27 sierpnia 2000 | Botafogo João Pessoa - Porto Caruaru 3:1         |
| 27 sierpnia 2000 | Central SC - Moto Club de São Luís 2:0           |
| 27 sierpnia 2000 | ACD Potiguar - Treze FC 1:2                      |
| 2 września 2000  | Moto Club de São Luís - Central SC 5:1           |
| 2 września 2000  | Porto Caruaru - Botafogo João Pessoa 0:2         |
| 2 września 2000  | Treze FC - ACD Potiguar 5:0                      |
| 6 września 2000  | Tuna Luso Brasileira - ACD Potiguar 3:0          |
| 6 września 2000  | Porto Caruaru - Moto Club de São Luís 1:0        |
| 6 września 2000  | Botafogo João Pessoa - Treze FC 1:0              |
| 10 września 2000 | Central SC - Tuna Luso Brasileira 3:2            |
| 10 września 2000 | ACD Potiguar - Botafogo João Pessoa 1:0          |
| 10 września 2000 | Treze FC - Porto Caruaru 1:0                     |
| 13 września 2000 | ACD Potiguar - Central SC 0:2                    |
| 13 września 2000 | Botafogo João Pessoa - Moto Club de São Luís 2:2 |
| 13 września 2000 | Tuna Luso Brasileira - Treze FC 3:2              |
| 16 września 2000 | Moto Club de São Luís - Tuna Luso Brasileira 3:3 |
| 17 września 2000 | Treze FC - Central SC 1:0                        |
| 17 września 2000 | Porto Caruaru - ACD Potiguar 6:2                 |
| 20 września 2000 | Tuna Luso Brasileira - Porto Caruaru 1:2         |
| 20 września 2000 | Central SC - Botafogo João Pessoa 3:2            |
| 20 września 2000 | ACD Potiguar - Moto Club de São Luís 2:3         |
| 23 września 2000 | Moto Club de São Luís - Treze FC 5:1             |
| 24 września 2000 | Central SC - Porto Caruaru 0:0                   |
| 24 września 2000 | Botafogo João Pessoa - Tuna Luso Brasileira 1:2  |

| Poz | Klub                  | Mecze | Zw | Rem | Por | Pkt | BrZd | BrStr |
| --- | --------------------- | ----- | -- | --- | --- | --- | ---- | ----- |
| 1   | Tuna Luso Brasileira  | 12    | 8  | 2   | 2   | 26  | 25   | 15    |
| 2   | Central SC            | 12    | 7  | 1   | 4   | 22  | 16   | 15    |
| 3   | Moto Club de São Luís | 12    | 5  | 3   | 4   | 18  | 24   | 17    |
| 4   | Botafogo João Pessoa  | 12    | 5  | 2   | 5   | 17  | 22   | 17    |
| 5   | Porto Caruaru         | 12    | 5  | 1   | 6   | 16  | 15   | 13    |
| 6   | Treze FC              | 12    | 5  | 1   | 6   | 16  | 16   | 17    |
| 7   | ACD Potiguar          | 12    | 2  | 0   | 10  | 6   | 9    | 33    |

#### Grupa B
| Data             | Mecz |
| ---------------- | --- |
| 6 sierpnia 2000  | CS Sergipe - Camaçari 1:0                                                                                            |
| 6 sierpnia 2000  | AD Confiança - Campinense Clube 1:0                                                                                  |
| 9 sierpnia 2000  | CS Sergipe - AD Confiança 0:1                                                                                        |
| 9 sierpnia 2000  | Campinense Clube - Camaçari 0:3                                                                                      |
| 10 sierpnia 2000 | Juazeiro - Corinthians Alagoano Maceió 2:2                                                                           |
| 13 sierpnia 2000 | Corinthians Alagoano Maceió - CS Sergipe 2:1                                                                         |
| 13 sierpnia 2000 | Camaçari - AS Arapiraquense 5:0                                                                                      |
| 13 sierpnia 2000 | AD Confiança - Juazeiro 2:1                                                                                          |
| 16 sierpnia 2000 | Camaçari - Corinthians Alagoano Maceió 1:1                                                                           |
| 16 sierpnia 2000 | AS Arapiraquense - AD Confiança 0:1                                                                                  |
| 16 sierpnia 2000 | Juazeiro - Campinense Clube 2:1                                                                                      |
| 20 sierpnia 2000 | Campinense Clube - Corinthians Alagoano Maceió 0:2                                                                   |
| 23 sierpnia 2000 | Corinthians Alagoano Maceió - AD Confiança 1:0                                                                       |
| 23 sierpnia 2000 | AS Arapiraquense - Campinense Clube 3:0                                                                              |
| 23 sierpnia 2000 | Juazeiro - CS Sergipe 3:2                                                                                            |
| 26 sierpnia 2000 | Corinthians Alagoano Maceió - AS Arapiraquense 0:0                                                                   |
| 26 sierpnia 2000 | Camaçari - Juazeiro 0:2                                                                                              |
| 27 sierpnia 2000 | Campinense Clube - CS Sergipe 3:2                                                                                    |
| 29 sierpnia 2000 | AD Confiança - Camaçari 2:1                                                                                          |
| 29 sierpnia 2000 | AS Arapiraquense - Juazeiro 0:0                                                                                      |
| 1 września 2000  | AS Arapiraquense - Corinthians Alagoano Maceió 3:1                                                                   |
| 1 września 2000  | CS Sergipe - Campinense Clube 2:1                                                                                    |
| 2 września 2000  | Juazeiro - Camaçari 1:0                                                                                              |
| 4 września 2000  | CS Sergipe - AS Arapiraquense 4:2                                                                                    |
| 6 września 2000  | AD Confiança - Corinthians Alagoano Maceió 0:1                                                                       |
| 7 września 2000  | CS Sergipe - Juazeiro 1:0                                                                                            |
| 7 września 2000  | Campinense Clube - AS Arapiraquense 0:1                                                                              |
| 10 września 2000 | Camaçari - AD Confiança 2:0                                                                                          |
| 10 września 2000 | Corinthians Alagoano Maceió - Campinense Clube 3:1                                                                   |
| 10 września 2000 | AS Arapiraquense - CS Sergipe 0:1                                                                                    |
| 13 września 2000 | Corinthians Alagoano Maceió - Camaçari 1:0                                                                           |
| 13 września 2000 | AD Confiança - AS Arapiraquense 0:0                                                                                  |
| 13 września 2000 | Campinense Clube - Juazeiro 0:1vo mecz zakończył się wynikiem 2:2 - później został zweryfikowany na 0:1 dla Juazeiro |
| 17 września 2000 | Juazeiro - AD Confiança 2:0                                                                                          |
| 17 września 2000 | AS Arapiraquense - Camaçari 2:0                                                                                      |
| 17 września 2000 | CS Sergipe - Corinthians Alagoano Maceió 0:1                                                                         |
| 20 września 2000 | AD Confiança - CS Sergipe 1:1                                                                                        |
| 20 września 2000 | Camaçari - Campinense Clube 1:1                                                                                      |
| 20 września 2000 | Corinthians Alagoano Maceió - Juazeiro 1:0                                                                           |
| 24 września 2000 | Camaçari - CS Sergipe 0:0                                                                                            |
| 24 września 2000 | Campinense Clube - AD Confiança 2:2                                                                                  |
| 24 września 2000 | Juazeiro - AS Arapiraquense 1:0                                                                                      |

| Poz | Klub                        | Mecze | Zw | Rem | Por | Pkt | BrZd | BrStr |
| --- | --------------------------- | ----- | -- | --- | --- | --- | ---- | ----- |
| 1   | Corinthians Alagoano Maceió | 12    | 8  | 3   | 1   | 27  | 16   | 8     |
| 2   | Juazeiro                    | 12    | 7  | 2   | 3   | 23  | 15   | 9     |
| 3   | AD Confiança                | 12    | 5  | 3   | 4   | 18  | 10   | 11    |
| 4   | CS Sergipe                  | 12    | 5  | 2   | 5   | 17  | 15   | 14    |
| 5   | AS Arapiraquense            | 12    | 4  | 3   | 5   | 15  | 11   | 13    |
| 6   | Camaçari                    | 12    | 3  | 3   | 6   | 12  | 13   | 11    |
| 7   | Campinense Clube            | 12    | 1  | 2   | 9   | 5   | 9    | 23    |

#### Grupa C
| Data             | Mecz |
| ---------------- | --- |
| 6 sierpnia 2000  | Rio Branco - EC Flamengo 4:2 |
| 6 sierpnia 2000  | Genus Porto Velho - Rio Negro 2:1                                                                                                   |
| 6 sierpnia 2000  | Ypiranga Macapá - Baré Boa Vista 3:0                                                                                                |
| 9 sierpnia 2000  | Rio Branco - Genus Porto Velho 2:0                                                                                                  |
| 9 sierpnia 2000  | Rio Negro - EC Flamengo 0:2 |
| 12 sierpnia 2000 | EC Flamengo - Ypiranga Macapá 4:0                                                                                                   |
| 13 sierpnia 2000 | Genus Porto Velho - Baré Boa Vista 1:3                                                                                              |
| 15 sierpnia 2000 | Tocantinópolis - Rio Branco 1:1 |
| 16 sierpnia 2000 | Ypiranga Macapá - Genus Porto Velho 5:3                                                                                             |
| 16 sierpnia 2000 | Baré Boa Vista - Rio Negro 0:0 |
| 17 sierpnia 2000 | EC Flamengo - Tocantinópolis 2:0 |
| 20 sierpnia 2000 | Genus Porto Velho - EC Flamengo 0:1                                                                                                 |
| 20 sierpnia 2000 | Rio Negro - Tocantinópolis 0:2 |
| 20 sierpnia 2000 | Rio Branco - Ypiranga Macapá 2:2 |
| 23 sierpnia 2000 | Tocantinópolis - Genus Porto Velho 4:0                                                                                              |
| 23 sierpnia 2000 | Baré Boa Vista - Rio Branco 2:1 |
| 23 sierpnia 2000 | Ypiranga Macapá - Rio Negro 1:0 |
| 26 sierpnia 2000 | EC Flamengo - Baré Boa Vista 1:0 |
| 27 sierpnia 2000 | Rio Negro - Rio Branco 2:1 |
| 27 sierpnia 2000 | Tocantinópolis - Ypiranga Macapá 1:0                                                                                                |
| 30 sierpnia 2000 | Baré Boa Vista - Tocantinópolis 2:1                                                                                                 |
| 2 września 2000  | Baré Boa Vista - EC Flamengo 1:0 |
| 2 września 2000  | Rio Branco - Rio Negro 3:0 |
| 2 września 2000  | Ypiranga Macapá - Tocantinópolis 3:0                                                                                                |
| 6 września 2000  | Genus Porto Velho - Tocantinópolis 2:3                                                                                              |
| 6 września 2000  | Rio Branco - Baré Boa Vista 1:0 |
| 6 września 2000  | Rio Negro - Ypiranga Macapá 2:0 |
| 9 września 2000  | EC Flamengo - Genus Porto Velho 1:0                                                                                                 |
| 10 września 2000 | Tocantinópolis - Rio Negro 0:1vo mecz zakończył się wynikiem 3:1 - został później zweryfikowany na walkower 0:1 dla klubu Rio Negro |
| 10 września 2000 | Ypiranga Macapá - Rio Branco 1:0 |
| 13 września 2000 | Tocantinópolis - EC Flamengo 1:0 |
| 13 września 2000 | Genus Porto Velho - Ypiranga Macapá 3:2                                                                                             |
| 13 września 2000 | Rio Negro - Baré Boa Vista 1:0 |
| 17 września 2000 | Baré Boa Vista - Genus Porto Velho 9:1 według innych źródeł mecz zakończył się wynikiem 9:2                                         |
| 17 września 2000 | Ypiranga Macapá - EC Flamengo 3:1                                                                                                   |
| 17 września 2000 | Rio Branco - Tocantinópolis 2:1 według innych źródeł mecz zakończył się wynikiem 2:0                                                |
| 20 września 2000 | Genus Porto Velho - Rio Branco 2:2                                                                                                  |
| 20 września 2000 | EC Flamengo - Rio Negro 1:1 |
| 20 września 2000 | Tocantinópolis - Baré Boa Vista 2:1                                                                                                 |
| 24 września 2000 | EC Flamengo - Rio Branco 3:1 |
| 24 września 2000 | Rio Negro - Genus Porto Velho 4:2                                                                                                   |
| 24 września 2000 | Baré Boa Vista - Ypiranga Macapá 3:3                                                                                                |

| Poz | Klub              | Mecze | Zw | Rem | Por | Pkt | BrZd | BrStr |
| --- | ----------------- | ----- | -- | --- | --- | --- | ---- | ----- |
| 1   | EC Flamengo       | 12    | 7  | 1   | 4   | 22  | 18   | 11    |
| 2   | Ypiranga Macapá   | 12    | 6  | 2   | 4   | 20  | 23   | 19    |
| 3   | Tocantinópolis    | 12    | 6  | 1   | 5   | 19  | 16   | 14    |
| 4   | Rio Branco        | 12    | 5  | 3   | 4   | 18  | 20   | 16    |
| 5   | Baré Boa Vista    | 12    | 5  | 2   | 5   | 17  | 21   | 15    |
| 6   | Rio Negro         | 12    | 5  | 2   | 5   | 17  | 12   | 14    |
| 7   | Genus Porto Velho | 12    | 2  | 1   | 9   | 7   | 16   | 37    |

#### Grupa D
Klub Interporto Porto Nacional wycofał się z rozgrywek.
| Data             | Mecz |
| ---------------- | --- |
| 4 sierpnia 2000  | EC Comercial - Operário FC 1:0                                                                                 |
| 6 sierpnia 2000  | Operário FC - Atlético Goianiense 1:2                                                                          |
| 6 sierpnia 2000  | Brasília - Dom Pedro II Brasília 2:1                                                                           |
| 9 sierpnia 2000  | Atlético Goianiense - Goiânia 0:3                                                                              |
| 9 sierpnia 2000  | Dom Pedro II Brasília - EC Comercial 0:0                                                                       |
| 13 sierpnia 2000 | Goiânia - Brasília 1:2                                                                                         |
| 13 sierpnia 2000 | Operário FC - Dom Pedro II Brasília 2:1                                                                        |
| 16 sierpnia 2000 | Goiânia - EC Comercial 1:0                                                                                     |
| 16 sierpnia 2000 | Brasília - Operário FC 2:2                                                                                     |
| 16 sierpnia 2000 | Dom Pedro II Brasília - Atlético Goianiense 1:1                                                                |
| 20 sierpnia 2000 | Atlético Goianiense - EC Comercial 2:1                                                                         |
| 20 sierpnia 2000 | Goiânia - Operário FC 3:2                                                                                      |
| 23 sierpnia 2000 | Brasília - Atlético Goianiense 0:1                                                                             |
| 27 sierpnia 2000 | Goiânia - Dom Pedro II Brasília 1:2                                                                            |
| 27 sierpnia 2000 | Brasília - EC Comercial 1:2                                                                                    |
| 30 sierpnia 2000 | Operário FC - Goiânia 1:1                                                                                      |
| 2 września 2000  | Dom Pedro II Brasília - Goiânia 1:1                                                                            |
| 6 września 2000  | Atlético Goianiense - Brasília 2:0                                                                             |
| 7 września 2000  | Operário FC - EC Comercial 1:0vo mecz zakończony wynikiem 0:2 - został zweryfikowany na 1:0 dla klubu Operário |
| 10 września 2000 | EC Comercial - Atlético Goianiense 0:0                                                                         |
| 13 września 2000 | Operário FC - Brasília 1:0                                                                                     |
| 13 września 2000 | Atlético Goianiense - Dom Pedro II Brasília 0:1                                                                |
| 14 września 2000 | EC Comercial - Goiânia 4:2                                                                                     |
| 16 września 2000 | EC Comercial - Brasília 1:2                                                                                    |
| 17 września 2000 | Dom Pedro II Brasília - Operário FC 1:2                                                                        |
| 19 września 2000 | Brasília - Goiânia 1:1                                                                                         |
| 20 września 2000 | EC Comercial - Dom Pedro II Brasília 0:1                                                                       |
| 22 września 2000 | Goiânia - Atlético Goianiense 1:1                                                                              |
| 24 września 2000 | Atlético Goianiense - Operário FC 0:1                                                                          |
| 24 września 2000 | Dom Pedro II Brasília - Brasília 2:0                                                                           |

| Poz | Klub                      | Mecze | Zw | Rem | Por | Pkt | BrZd | BrStr |
| --- | ------------------------- | ----- | -- | --- | --- | --- | ---- | ----- |
| 1   | Operário FC               | 10    | 5  | 2   | 3   | 17  | 14   | 12    |
| 2   | Dom Pedro II Brasília     | 10    | 4  | 3   | 3   | 15  | 11   | 9     |
| 3   | Atlético Goianiense       | 10    | 4  | 3   | 3   | 15  | 9    | 9     |
| 4   | EC Comercial              | 10    | 3  | 2   | 5   | 11  | 9    | 10    |
| 5   | Goiânia                   | 10    | 3  | 4   | 3   | 13  | 15   | 14    |
| 6   | Brasília                  | 10    | 3  | 2   | 5   | 11  | 10   | 14    |
| 7   | Interporto Porto Nacional | 0     | 0  | 0   | 0   | 0   | 0    | 0     |

### Drugi etap
Cztery najlepsze kluby Zielonego Modułu (trzej zwycięzcy grup drugiego etapu oraz najlepszy klub spośród wicemistrzów grup) awansowały do fazy mistrzostw Brazylii, w której zmierzyć się miały z czterema najlepszymi klubami Białego Modułu o miejsce w fazie finałowej mistrzostw Brazylii.

#### Verde - grupa 1
| Data                 | Mecz                                           |
| -------------------- | ---------------------------------------------- |
| 30 września 2000     | Tuna Luso Brasileira - Juazeiro 2:0            |
| 30 września 2000     | Ypiranga Macapá - Atlético Goianiense 2:1      |
| 4 października 2000  | Juazeiro - Ypiranga Macapá 2:1                 |
| 4 października 2000  | Atlético Goianiense - Tuna Luso Brasileira 0:1 |
| 7 października 2000  | Tuna Luso Brasileira - Ypiranga Macapá 1:0     |
| 7 października 2000  | Atlético Goianiense - Juazeiro 1:2             |
| 11 października 2000 | Juazeiro - Atlético Goianiense 2:0             |
| 11 października 2000 | Ypiranga Macapá - Tuna Luso Brasileira 2:1     |
| 15 października 2000 | Tuna Luso Brasileira - Atlético Goianiense 3:2 |
| 15 października 2000 | Ypiranga Macapá - Juazeiro 3:2                 |
| 19 października 2000 | Atlético Goianiense - Ypiranga Macapá 3:2      |
| 19 października 2000 | Juazeiro - Tuna Luso Brasileira 5:0            |

| Poz | Klub                 | Mecze | Zw | Rem | Por | Pkt | BrZd | BrStr |
| --- | -------------------- | ----- | -- | --- | --- | --- | ---- | ----- |
| 1   | Juazeiro             | 6     | 4  | 0   | 2   | 12  | 13   | 7     |
| 2   | Tuna Luso Brasileira | 6     | 4  | 0   | 2   | 12  | 8    | 9     |
| 3   | Ypiranga Macapá      | 6     | 3  | 0   | 3   | 9   | 10   | 10    |
| 4   | Atlético Goianiense  | 6     | 1  | 0   | 5   | 3   | 7    | 12    |

#### Verde - grupa 2
| Data                 | Mecz                                                    |
| -------------------- | ------------------------------------------------------- |
| 30 września 2000     | Corinthians Alagoano Maceió - Central SC 1:3            |
| 30 września 2000     | Dom Pedro II Brasília - Tocantinópolis 2:1              |
| 4 października 2000  | Tocantinópolis - Corinthians Alagoano Maceió 1:2        |
| 4 października 2000  | Central SC - Dom Pedro II Brasília 0:0                  |
| 7 października 2000  | Tocantinópolis - Central SC 2:1                         |
| 7 października 2000  | Corinthians Alagoano Maceió - Dom Pedro II Brasília 2:2 |
| 11 października 2000 | Dom Pedro II Brasília - Corinthians Alagoano Maceió 0:0 |
| 13 października 2000 | Central SC - Tocantinópolis 0:1                         |
| 15 października 2000 | Corinthians Alagoano Maceió - Tocantinópolis 5:1        |
| 16 października 2000 | Dom Pedro II Brasília - Central SC 2:3                  |
| 18 października 2000 | Tocantinópolis - Dom Pedro II Brasília 2:0              |
| 18 października 2000 | Central SC - Corinthians Alagoano Maceió 2:1            |

| Poz | Klub                        | Mecze | Zw | Rem | Por | Pkt | BrZd | BrStr |
| --- | --------------------------- | ----- | -- | --- | --- | --- | ---- | ----- |
| 1   | Central SC                  | 6     | 3  | 1   | 2   | 10  | 9    | 7     |
| 2   | Corinthians Alagoano Maceió | 6     | 2  | 2   | 2   | 8   | 11   | 9     |
| 3   | Tocantinópolis              | 6     | 3  | 0   | 3   | 9   | 8    | 10    |
| 4   | Dom Pedro II Brasília       | 6     | 1  | 3   | 2   | 6   | 6    | 8     |

#### Verde - grupa 3
| Data                 | Mecz                                     |
| -------------------- | ---------------------------------------- |
| 30 września 2000     | EC Flamengo - Operário FC 7:2            |
| 30 września 2000     | Moto Club de São Luís - AD Confiança 2:1 |
| 4 października 2000  | AD Confiança - EC Flamengo 1:2           |
| 4 października 2000  | Operário FC - Moto Club de São Luís 3:3  |
| 7 października 2000  | AD Confiança - Operário FC 0:1           |
| 7 października 2000  | EC Flamengo - Moto Club de São Luís 1:1  |
| 11 października 2000 | Moto Club de São Luís - EC Flamengo 1:0  |
| 11 października 2000 | Operário FC - AD Confiança 1:1           |
| 15 października 2000 | EC Flamengo - AD Confiança 3:5           |
| 15 października 2000 | Moto Club de São Luís - Operário FC 1:0  |
| 18 października 2000 | AD Confiança - Moto Club de São Luís 3:0 |
| 18 października 2000 | Operário FC - EC Flamengo 1:0            |

| Poz | Klub                  | Mecze | Zw | Rem | Por | Pkt | BrZd | BrStr |
| --- | --------------------- | ----- | -- | --- | --- | --- | ---- | ----- |
| 1   | Moto Club de São Luís | 6     | 3  | 2   | 1   | 11  | 8    | 8     |
| 2   | Operário FC           | 6     | 2  | 2   | 2   | 8   | 8    | 12    |
| 3   | EC Flamengo           | 6     | 2  | 1   | 3   | 7   | 13   | 11    |
| 4   | AD Confiança          | 6     | 2  | 1   | 3   | 7   | 11   | 9     |

### Podsumowanie
Do decydujących gier o awans do fazy finałowej zakwalifikowały się następujące kluby: 
- Juazeiro (zwycięzca grupy 1)
- Central SC (zwycięzca grupy 2)
- Moto Club de São Luís (zwycięzca grupy 3)
- Tuna Luso Brasileira (najlepszy wśród klubów, które zajęły w swoich grupach drugie miejsca).

## Módulo Branco

### Pierwszy etap
W pierwszym etapie Białego Modułu 28 klubów podzielono na 4 grupy po 7 klubów. Z każdej grupy do drugiego etapu awansowały 3 najlepsze kluby.

#### Grupa E
Klub Rio Branco AC wycofał się z rozgrywek.
| Data             | Mecz                                                                           |
| ---------------- | ------------------------------------------------------------------------------ |
| 6 sierpnia 2000  | Nacional São Paulo - Rio Branco Americana 2:1                                  |
| 6 sierpnia 2000  | CA Juventus - Volta Redonda 2:0                                                |
| 6 sierpnia 2000  | São José - Uberlândia 1:2                                                      |
| 9 sierpnia 2000  | Nacional São Paulo - CA Juventus 1:4                                           |
| 9 sierpnia 2000  | Volta Redonda - Rio Branco Americana 1:1                                       |
| 13 sierpnia 2000 | Rio Branco Americana - São José 4:1                                            |
| 13 sierpnia 2000 | CA Juventus - Uberlândia 4:0                                                   |
| 16 sierpnia 2000 | São José - CA Juventus 0:1                                                     |
| 16 sierpnia 2000 | Uberlândia - Volta Redonda 1:0                                                 |
| 20 sierpnia 2000 | CA Juventus - Rio Branco Americana 1:3                                         |
| 20 sierpnia 2000 | Nacional São Paulo - São José 2:1                                              |
| 23 sierpnia 2000 | Uberlândia - Nacional São Paulo 3:0                                            |
| 23 sierpnia 2000 | São José - Volta Redonda 2:2                                                   |
| 27 sierpnia 2000 | Rio Branco Americana - Uberlândia 2:0                                          |
| 27 sierpnia 2000 | Volta Redonda - Nacional São Paulo 3:1                                         |
| 2 września 2000  | Uberlândia - Rio Branco Americana 1:1                                          |
| 2 września 2000  | Nacional São Paulo - Volta Redonda 1:0                                         |
| 6 września 2000  | Nacional São Paulo - Uberlândia 3:3                                            |
| 6 września 2000  | Volta Redonda - São José 2:1                                                   |
| 9 września 2000  | São José - Nacional São Paulo 0:2                                              |
| 10 września 2000 | Rio Branco Americana - CA Juventus 2:2                                         |
| 13 września 2000 | CA Juventus - São José 1:0                                                     |
| 13 września 2000 | Volta Redonda - Uberlândia 0:1                                                 |
| 17 września 2000 | Uberlândia - CA Juventus 2:2                                                   |
| 17 września 2000 | São José - Rio Branco Americana 1:2                                            |
| 20 września 2000 | CA Juventus - Nacional São Paulo 2:1                                           |
| 20 września 2000 | Rio Branco Americana - Volta Redonda 3:1                                       |
| 24 września 2000 | Rio Branco Americana - Nacional São Paulo 4:0                                  |
| 24 września 2000 | Volta Redonda - CA Juventus 1:1                                                |
| 24 września 2000 | Uberlândia - São José 2:1 według innych źródeł mecz zakończył się wynikiem 3:1 |

| Poz | Klub                 | Mecze | Zw | Rem | Por | Pkt | BrZd | BrStr |
| --- | -------------------- | ----- | -- | --- | --- | --- | ---- | ----- |
| 1   | Rio Branco Americana | 10    | 6  | 3   | 1   | 21  | 23   | 10    |
| 2   | CA Juventus          | 10    | 6  | 3   | 1   | 21  | 20   | 10    |
| 3   | Uberlândia           | 10    | 5  | 3   | 2   | 18  | 15   | 14    |
| 4   | Nacional São Paulo   | 10    | 4  | 1   | 5   | 13  | 13   | 21    |
| 5   | Volta Redonda        | 10    | 2  | 3   | 5   | 9   | 10   | 14    |
| 6   | São José             | 10    | 0  | 1   | 9   | 1   | 8    | 20    |
| 7   | Rio Branco AC        | 0     | 0  | 0   | 0   | 0   | 0    | 0     |

#### Grupa F
| Data             | Mecz                                                          |
| ---------------- | ------------------------------------------------------------- |
| 6 sierpnia 2000  | Paulista Jundiaí - Malutrom Kurytyba 4:0                      |
| 6 sierpnia 2000  | AA Internacional - União Bandeirante Bandeirantes 1:1         |
| 6 sierpnia 2000  | Comercial FC - Madureira Rio de Janeiro 1:1                   |
| 9 sierpnia 2000  | União Bandeirante Bandeirantes - Malutrom Kurytyba 2:1        |
| 9 sierpnia 2000  | Paulista Jundiaí - AA Internacional 2:0                       |
| 13 sierpnia 2000 | Malutrom Kurytyba - Comercial FC 3:0                          |
| 13 sierpnia 2000 | AA Internacional - Madureira Rio de Janeiro 2:0               |
| 13 sierpnia 2000 | União Rondonópolis - Paulista Jundiaí 0:2                     |
| 16 sierpnia 2000 | Malutrom Kurytyba - União Rondonópolis 3:2                    |
| 16 sierpnia 2000 | Madureira Rio de Janeiro - União Bandeirante Bandeirantes 6:0 |
| 17 sierpnia 2000 | Comercial FC - AA Internacional 2:1                           |
| 20 sierpnia 2000 | União Bandeirante Bandeirantes - União Rondonópolis 3:0       |
| 20 sierpnia 2000 | AA Internacional - Malutrom Kurytyba 2:2                      |
| 20 sierpnia 2000 | Paulista Jundiaí - Comercial FC 3:0                           |
| 23 sierpnia 2000 | União Rondonópolis - AA Internacional 2:1                     |
| 23 sierpnia 2000 | Madureira Rio de Janeiro - Paulista Jundiaí 0:2               |
| 23 sierpnia 2000 | Comercial FC - União Bandeirante Bandeirantes 1:0             |
| 27 sierpnia 2000 | União Bandeirante Bandeirantes - Paulista Jundiaí 1:1         |
| 27 sierpnia 2000 | União Rondonópolis - Comercial FC 2:0                         |
| 28 sierpnia 2000 | Malutrom Kurytyba - Madureira Rio de Janeiro 2:1              |
| 30 sierpnia 2000 | Madureira Rio de Janeiro - União Rondonópolis 2:0             |
| 2 września 2000  | Madureira Rio de Janeiro - Malutrom Kurytyba 0:0              |
| 2 września 2000  | Paulista Jundiaí - União Bandeirante Bandeirantes 8:0         |
| 6 września 2000  | AA Internacional - União Rondonópolis 6:0                     |
| 6 września 2000  | Paulista Jundiaí - Madureira Rio de Janeiro 4:0               |
| 6 września 2000  | União Bandeirante Bandeirantes - Comercial FC 3:0             |
| 9 września 2000  | Comercial FC - Paulista Jundiaí 1:4                           |
| 9 września 2000  | Malutrom Kurytyba - AA Internacional 0:0                      |
| 10 września 2000 | União Rondonópolis - União Bandeirante Bandeirantes 2:1       |
| 13 września 2000 | União Rondonópolis - Malutrom Kurytyba 0:2                    |
| 13 września 2000 | União Bandeirante Bandeirantes - Madureira Rio de Janeiro 1:1 |
| 13 września 2000 | AA Internacional - Comercial FC 2:0                           |
| 16 września 2000 | Paulista Jundiaí - União Rondonópolis 5:2                     |
| 16 września 2000 | Comercial FC - Malutrom Kurytyba 1:4                          |
| 17 września 2000 | Madureira Rio de Janeiro - AA Internacional 1:1               |
| 19 września 2000 | Comercial FC - União Rondonópolis 2:1                         |
| 20 września 2000 | AA Internacional - Paulista Jundiaí 2:4                       |
| 20 września 2000 | Malutrom Kurytyba - União Bandeirante Bandeirantes 2:2        |
| 21 września 2000 | União Rondonópolis - Madureira Rio de Janeiro 1:1             |
| 24 września 2000 | Malutrom Kurytyba - Paulista Jundiaí 2:1                      |
| 24 września 2000 | União Bandeirante Bandeirantes - AA Internacional 3:0         |
| 24 września 2000 | Madureira Rio de Janeiro - Comercial FC 7:1                   |

| Poz | Klub                           | Mecze | Zw | Rem | Por | Pkt | BrZd | BrStr |
| --- | ------------------------------ | ----- | -- | --- | --- | --- | ---- | ----- |
| 1   | Paulista Jundiaí               | 12    | 10 | 1   | 1   | 31  | 40   | 8     |
| 2   | Malutrom Kurytyba              | 12    | 6  | 4   | 2   | 22  | 21   | 15    |
| 3   | União Bandeirante Bandeirantes | 12    | 4  | 4   | 4   | 16  | 17   | 23    |
| 4   | Madureira Rio de Janeiro       | 12    | 3  | 5   | 4   | 14  | 20   | 15    |
| 5   | AA Internacional               | 12    | 3  | 4   | 5   | 13  | 18   | 17    |
| 6   | União Rondonópolis             | 12    | 3  | 1   | 8   | 10  | 12   | 28    |
| 7   | Comercial FC                   | 12    | 3  | 1   | 8   | 10  | 9    | 31    |

#### Grupa G
| Data             | Mecz                                                                                             |
| ---------------- | ------------------------------------------------------------------------------------------------ |
| 6 sierpnia 2000  | União Barbarense Santa Bárbara - Mogi Mirim 2:0                                                  |
| 6 sierpnia 2000  | Olímpia - Ipatinga 1:1                                                                           |
| 6 sierpnia 2000  | Matonense Matão - Friburguense Nova Friburgo 1:0                                                 |
| 9 sierpnia 2000  | União Barbarense Santa Bárbara - Olímpia 0:0                                                     |
| 9 sierpnia 2000  | Ipatinga - Mogi Mirim 0:0                                                                        |
| 9 sierpnia 2000  | Friburguense Nova Friburgo - São Cristóvão Rio de Janeiro 1:1                                    |
| 13 sierpnia 2000 | São Cristóvão Rio de Janeiro - União Barbarense Santa Bárbara 2:0                                |
| 13 sierpnia 2000 | Mogi Mirim - Matonense Matão 1:1                                                                 |
| 13 sierpnia 2000 | Olímpia - Friburguense Nova Friburgo 0:1                                                         |
| 16 sierpnia 2000 | Mogi Mirim - São Cristóvão Rio de Janeiro 4:0                                                    |
| 16 sierpnia 2000 | Matonense Matão - Olímpia 1:1                                                                    |
| 16 sierpnia 2000 | Friburguense Nova Friburgo - Ipatinga 1:0                                                        |
| 20 sierpnia 2000 | Olímpia - Mogi Mirim 2:5                                                                         |
| 20 sierpnia 2000 | Ipatinga - São Cristóvão Rio de Janeiro 3:2 według innych źródeł mecz zakończył się wynikiem 3:0 |
| 20 sierpnia 2000 | União Barbarense Santa Bárbara - Matonense Matão 1:2                                             |
| 23 sierpnia 2000 | São Cristóvão Rio de Janeiro - Olímpia 0:2                                                       |
| 23 sierpnia 2000 | Friburguense Nova Friburgo - União Barbarense Santa Bárbara 0:0                                  |
| 23 sierpnia 2000 | Matonense Matão - Ipatinga 2:0                                                                   |
| 27 sierpnia 2000 | Ipatinga - União Barbarense Santa Bárbara 4:2                                                    |
| 27 sierpnia 2000 | São Cristóvão Rio de Janeiro - Matonense Matão 0:0                                               |
| 27 sierpnia 2000 | Mogi Mirim - Friburguense Nova Friburgo 1:1                                                      |
| 2 września 2000  | Friburguense Nova Friburgo - Mogi Mirim 2:2                                                      |
| 2 września 2000  | União Barbarense Santa Bárbara - Ipatinga 0:0                                                    |
| 2 września 2000  | Matonense Matão - São Cristóvão Rio de Janeiro 1:1                                               |
| 6 września 2000  | Olímpia - São Cristóvão Rio de Janeiro 1:0                                                       |
| 6 września 2000  | União Barbarense Santa Bárbara - Friburguense Nova Friburgo 3:1                                  |
| 6 września 2000  | Ipatinga - Matonense Matão 3:2                                                                   |
| 10 września 2000 | Mogi Mirim - Olímpia 2:2                                                                         |
| 10 września 2000 | São Cristóvão Rio de Janeiro - Ipatinga 2:1                                                      |
| 10 września 2000 | Matonense Matão - União Barbarense Santa Bárbara 2:1                                             |
| 13 września 2000 | São Cristóvão Rio de Janeiro - Mogi Mirim 1:0                                                    |
| 13 września 2000 | Olímpia - Matonense Matão 1:0                                                                    |
| 13 września 2000 | Ipatinga - Friburguense Nova Friburgo 0:1                                                        |
| 17 września 2000 | Friburguense Nova Friburgo - Olímpia 0:0                                                         |
| 17 września 2000 | Matonense Matão - Mogi Mirim 2:2                                                                 |
| 17 września 2000 | União Barbarense Santa Bárbara - São Cristóvão Rio de Janeiro 2:3                                |
| 20 września 2000 | Olímpia - União Barbarense Santa Bárbara 3:1                                                     |
| 20 września 2000 | Mogi Mirim - Ipatinga 4:4                                                                        |
| 20 września 2000 | São Cristóvão Rio de Janeiro - Friburguense Nova Friburgo 1:1                                    |
| 23 września 2000 | Mogi Mirim - União Barbarense Santa Bárbara 2:0                                                  |
| 23 września 2000 | Ipatinga - Olímpia 0:3                                                                           |
| 23 września 2000 | Friburguense Nova Friburgo - Matonense Matão 2:1                                                 |

| Poz | Klub                           | Mecze | Zw | Rem | Por | Pkt | BrZd | BrStr |
| --- | ------------------------------ | ----- | -- | --- | --- | --- | ---- | ----- |
| 1   | Olímpia                        | 12    | 5  | 5   | 2   | 20  | 16   | 11    |
| 2   | Friburguense Nova Friburgo     | 12    | 4  | 6   | 2   | 18  | 11   | 10    |
| 3   | Matonense Matão                | 12    | 4  | 5   | 3   | 17  | 15   | 13    |
| 4   | São Cristóvão Rio de Janeiro   | 12    | 4  | 4   | 4   | 16  | 13   | 16    |
| 5   | Mogi Mirim                     | 12    | 3  | 7   | 2   | 16  | 23   | 17    |
| 6   | Ipatinga                       | 12    | 3  | 4   | 5   | 13  | 16   | 20    |
| 7   | União Barbarense Santa Bárbara | 12    | 2  | 3   | 7   | 9   | 12   | 19    |

#### Grupa H
| Data             | Mecz |
| ---------------- | --- |
| 9 sierpnia 2000  | Internacional Santa Maria - Olaria AC 1:0                                                                 |
| 9 sierpnia 2000  | Rio Branco Paranaguá - Ituano Itu 2:1                                                                     |
| 9 sierpnia 2000  | Santo André - Portuguesa Santista Santos 2:2                                                              |
| 13 sierpnia 2000 | Portuguesa Santista Santos - Internacional Santa Maria 5:0                                                |
| 13 sierpnia 2000 | Ituano Itu - Santo André 1:3                                                                              |
| 13 sierpnia 2000 | Olaria AC - Rio Branco Paranaguá 0:1                                                                      |
| 16 sierpnia 2000 | Rio Branco Paranaguá - Portuguesa Santista Santos 3:1                                                     |
| 16 sierpnia 2000 | Santo André - Olaria AC 0:0                                                                               |
| 20 sierpnia 2000 | Rio Branco Paranaguá - Santo André 1:1                                                                    |
| 20 sierpnia 2000 | Olaria AC - Portuguesa Santista Santos 1:1                                                                |
| 23 sierpnia 2000 | Internacional Santa Maria - Rio Branco Paranaguá 1:4                                                      |
| 23 sierpnia 2000 | Portuguesa Santista Santos - Ituano Itu 0:0                                                               |
| 27 sierpnia 2000 | Santo André - Internacional Santa Maria 2:0                                                               |
| 27 sierpnia 2000 | Ituano Itu - Olaria AC 1:0                                                                                |
| 30 sierpnia 2000 | Internacional Santa Maria - Ituano Itu 0:2                                                                |
| 1 września 2000  | Olaria AC - Internacional Santa Maria 3:1                                                                 |
| 2 września 2000  | Ituano Itu - Rio Branco Paranaguá 0:0                                                                     |
| 3 września 2000  | Portuguesa Santista Santos - Santo André 3:0                                                              |
| 6 września 2000  | Internacional Santa Maria - Santo André 3:0                                                               |
| 6 września 2000  | Olaria AC - Ituano Itu 2:1                                                                                |
| 10 września 2000 | Rio Branco Paranaguá - Internacional Santa Maria 0:0 według innych źródeł mecz zakończył się wynikiem 2:2 |
| 10 września 2000 | Ituano Itu - Portuguesa Santista Santos 0:1                                                               |
| 13 września 2000 | Santo André - Rio Branco Paranaguá 1:2                                                                    |
| 13 września 2000 | Portuguesa Santista Santos - Olaria AC 2:1                                                                |
| 17 września 2000 | Internacional Santa Maria - Portuguesa Santista Santos 1:1                                                |
| 17 września 2000 | Santo André - Ituano Itu 2:0                                                                              |
| 17 września 2000 | Rio Branco Paranaguá - Olaria AC 2:0                                                                      |
| 20 września 2000 | Ituano Itu - Internacional Santa Maria 4:0                                                                |
| 20 września 2000 | Portuguesa Santista Santos - Rio Branco Paranaguá 3:1                                                     |
| 20 września 2000 | Olaria AC - Santo André 2:0                                                                               |

| Poz | Klub                       | Mecze | Zw | Rem | Por | Pkt | BrZd | BrStr |
| --- | -------------------------- | ----- | -- | --- | --- | --- | ---- | ----- |
| 1   | Rio Branco Paranaguá       | 10    | 6  | 3   | 1   | 21  | 16   | 8     |
| 2   | Portuguesa Santista Santos | 10    | 5  | 4   | 1   | 19  | 19   | 9     |
| 3   | Santo André                | 10    | 3  | 3   | 4   | 12  | 11   | 14    |
| 4   | Ituano Itu                 | 10    | 3  | 2   | 5   | 11  | 10   | 10    |
| 5   | Olaria AC                  | 10    | 3  | 2   | 5   | 11  | 9    | 10    |
| 6   | Internacional Santa Maria  | 10    | 2  | 2   | 6   | 8   | 7    | 21    |

### Drugi etap
Cztery najlepsze kluby Białego Modułu (trzej zwycięzcy grup drugiego etapu oraz najlepszy klub spośród wicemistrzów grup) awansowały do fazy mistrzostw Brazylii, w której zmierzyć się miały z czterema najlepszymi klubami Zielonego Modułu o miejsce w fazie finałowej mistrzostw Brazylii.

#### Branco - grupa 1
| Data                 | Mecz                                                                                                 |
| -------------------- | --- |
| 30 września 2000     | Rio Branco Americana - Malutrom Kurytyba 0:2                                                         |
| 30 września 2000     | Friburguense Nova Friburgo - Santo André 1:1 klubowi Friburguense punkty uzyskane w tym meczu odjęto |
| 4 października 2000  | Santo André - Rio Branco Americana 0:2                                                               |
| 5 października 2000  | Malutrom Kurytyba - Friburguense Nova Friburgo 2:0                                                   |
| 7 października 2000  | Santo André - Malutrom Kurytyba 1:1                                                                  |
| 7 października 2000  | Rio Branco Americana - Friburguense Nova Friburgo 1:3                                                |
| 11 października 2000 | Malutrom Kurytyba - Santo André 4:2                                                                  |
| 11 października 2000 | Friburguense Nova Friburgo - Rio Branco Americana 0:1                                                |
| 15 października 2000 | Friburguense Nova Friburgo - Malutrom Kurytyba 0:0                                                   |
| 15 października 2000 | Rio Branco Americana - Santo André 4:0                                                               |
| 18 października 2000 | Malutrom Kurytyba - Rio Branco Americana 1:0                                                         |
| 18 października 2000 | Santo André - Friburguense Nova Friburgo 1:1                                                         |

| Poz | Klub                       | Mecze | Zw | Rem | Por | Pkt | BrZd | BrStr |
| --- | -------------------------- | ----- | -- | --- | --- | --- | ---- | ----- |
| 1   | Malutrom Kurytyba          | 6     | 4  | 2   | 0   | 14  | 10   | 3     |
| 2   | Rio Branco Americana       | 6     | 3  | 0   | 3   | 9   | 8    | 6     |
| 3   | Friburguense Nova Friburgo | 6     | 1  | 3   | 2   | 5*  | 5    | 6     |
| 4   | Santo André                | 6     | 0  | 3   | 3   | 3   | 5    | 13    |

- Friburguense Nova Friburgo - 1 punkt odjęty

#### Branco - grupa 2
| Data                 | Mecz                                                                                  |
| -------------------- | ------------------------------------------------------------------------------------- |
| 30 września 2000     | Paulista Jundiaí - CA Juventus 1:2 klubowi Juventus odjęto punkty zdobyte w tym meczu |
| 30 września 2000     | Portuguesa Santista Santos - Matonense Matão 2:1                                      |
| 4 października 2000  | CA Juventus - Portuguesa Santista Santos 2:2                                          |
| 4 października 2000  | Matonense Matão - Paulista Jundiaí 1:1                                                |
| 7 października 2000  | Paulista Jundiaí - Portuguesa Santista Santos 2:0                                     |
| 7 października 2000  | Matonense Matão - CA Juventus 2:1                                                     |
| 11 października 2000 | CA Juventus - Matonense Matão 3:0                                                     |
| 11 października 2000 | Portuguesa Santista Santos - Paulista Jundiaí 1:2                                     |
| 15 października 2000 | Paulista Jundiaí - Matonense Matão 7:0                                                |
| 15 października 2000 | Portuguesa Santista Santos - CA Juventus 2:0                                          |
| 18 października 2000 | CA Juventus - Paulista Jundiaí 5:0                                                    |
| 18 października 2000 | Matonense Matão - Portuguesa Santista Santos 0:0                                      |

| Poz | Klub                       | Mecze | Zw | Rem | Por | Pkt | BrZd | BrStr |
| --- | -------------------------- | ----- | -- | --- | --- | --- | ---- | ----- |
| 1   | Paulista Jundiaí           | 6     | 3  | 1   | 2   | 10  | 13   | 9     |
| 2   | Portuguesa Santista Santos | 6     | 2  | 2   | 2   | 8   | 7    | 7     |
| 3   | CA Juventus                | 6     | 3  | 1   | 2   | 7*  | 13   | 7     |
| 4   | Matonense Matão            | 6     | 1  | 2   | 3   | 5   | 4    | 14    |

- CA Juventus - 3 punkty odjęte

#### Branco - grupa 3
| Data                 | Mecz                                                      |
| -------------------- | --------------------------------------------------------- |
| 30 września 2000     | Olímpia - Rio Branco Paranaguá 2:0                        |
| 30 września 2000     | Uberlândia - União Bandeirante Bandeirantes 1:0           |
| 4 października 2000  | União Bandeirante Bandeirantes - Olímpia 0:1              |
| 4 października 2000  | Rio Branco Paranaguá - Uberlândia 3:2                     |
| 7 października 2000  | Olímpia - Uberlândia 1:1                                  |
| 7 października 2000  | União Bandeirante Bandeirantes - Rio Branco Paranaguá 0:1 |
| 11 października 2000 | Uberlândia - Olímpia 3:0                                  |
| 11 października 2000 | Rio Branco Paranaguá - União Bandeirante Bandeirantes 2:1 |
| 15 października 2000 | Olímpia - União Bandeirante Bandeirantes 3:1              |
| 15 października 2000 | Uberlândia - Rio Branco Paranaguá 0:0                     |
| 18 października 2000 | União Bandeirante Bandeirantes - Uberlândia 3:4           |
| 18 października 2000 | Rio Branco Paranaguá - Olímpia 0:0                        |

| Poz | Klub                           | Mecze | Zw | Rem | Por | Pkt | BrZd | BrStr |
| --- | ------------------------------ | ----- | -- | --- | --- | --- | ---- | ----- |
| 1   | Uberlândia                     | 6     | 3  | 2   | 1   | 11  | 11   | 7     |
| 2   | Olímpia                        | 6     | 3  | 2   | 1   | 11  | 7    | 5     |
| 3   | Rio Branco Paranaguá           | 6     | 3  | 2   | 1   | 11  | 6    | 5     |
| 4   | União Bandeirante Bandeirantes | 6     | 0  | 0   | 6   | 0   | 5    | 12    |

### Podsumowanie
Do decydujących gier o awans do fazy finałowej zakwalifikowały się następujące kluby:
- Malutrom Kurytyba (zwycięzca grupy 1)
- Paulista Jundiaí (zwycięzca grupy 2)
- Uberlândia (zwycięzca grupy 3)
- Olímpia (najlepszy wśród klubów, które zajęły w swoich grupach drugie miejsca)

## Módulo Verde - Módulo Branco

### Grupa 1
| Data                 | Mecz                        |
| -------------------- | --------------------------- |
| 21 października 2000 | Juazeiro - Uberlândia 1:1   |
| 22 października 2000 | Central SC - Olímpia 0:0    |
| 25 października 2000 | Uberlândia - Central SC 5:0 |
| 26 października 2000 | Olímpia - Juazeiro 1:0      |
| 29 października 2000 | Olímpia - Uberlândia 1:1    |
| 29 października 2000 | Juazeiro - Central SC 1:1   |
| 1 listopada 2000     | Uberlândia - Olímpia 2:1    |
| 1 listopada 2000     | Central SC - Juazeiro 1:2   |
| 5 listopada 2000     | Juazeiro - Olímpia 1:0      |
| 5 listopada 2000     | Central SC - Uberlândia 0:1 |
| 8 listopada 2000     | Olímpia - Central SC 5:1    |
| 8 listopada 2000     | Uberlândia - Juazeiro 0:1   |

| Poz | Klub       | Mecze | Zw | Rem | Por | Pkt | BrZd | BrStr |
| --- | ---------- | ----- | -- | --- | --- | --- | ---- | ----- |
| 1   | Uberlândia | 6     | 3  | 2   | 1   | 11  | 10   | 4     |
| 2   | Juazeiro   | 6     | 3  | 2   | 1   | 11  | 6    | 4     |
| 3   | Olímpia    | 6     | 2  | 2   | 2   | 8   | 8    | 5     |
| 4   | Central SC | 6     | 0  | 2   | 4   | 2   | 3    | 14    |

### Grupa 2
| Data                 | Mecz                                             |
| -------------------- | ------------------------------------------------ |
| 21 października 2000 | Moto Club de São Luís - Malutrom Kurytyba 2:2    |
| 4 listopada 2000     | Paulista Jundiaí - Tuna Luso Brasileira 4:0      |
| 25 października 2000 | Tuna Luso Brasileira - Moto Club de São Luís 1:0 |
| 7 listopada 2000     | Malutrom Kurytyba - Paulista Jundiaí 1:1         |
| 28 października 2000 | Tuna Luso Brasileira - Malutrom Kurytyba 3:1     |
| 29 października 2000 | Moto Club de São Luís - Paulista Jundiaí 1:1     |
| 1 listopada 2000     | Malutrom Kurytyba - Tuna Luso Brasileira 2:1     |
| 1 listopada 2000     | Paulista Jundiaí - Moto Club de São Luís 7:0     |
| 7 listopada 2000     | Moto Club de São Luís - Tuna Luso Brasileira 3:2 |
| 13 listopada 2000    | Paulista Jundiaí - Malutrom Kurytyba 1:2         |
| 10 listopada 2000    | Tuna Luso Brasileira - Paulista Jundiaí 2:1      |
| 10 listopada 2000    | Malutrom Kurytyba - Moto Club de São Luís 4:3    |

| Poz | Klub                  | Mecze | Zw | Rem | Por | Pkt | BrZd | BrStr |
| --- | --------------------- | ----- | -- | --- | --- | --- | ---- | ----- |
| 1   | Malutrom Kurytyba     | 6     | 3  | 2   | 1   | 11  | 12   | 11    |
| 2   | Tuna Luso Brasileira  | 6     | 3  | 0   | 3   | 9   | 9    | 11    |
| 3   | Paulista Jundiaí      | 6     | 2  | 2   | 2   | 8   | 15   | 6     |
| 4   | Moto Club de São Luís | 6     | 1  | 2   | 3   | 5   | 9    | 17    |

### Finał
| Data              | Mecz                               |
| ----------------- | ---------------------------------- |
| 16 listopada 2000 | Uberlândia - Malutrom Kurytyba 1:1 |
| 19 listopada 2000 | Malutrom Kurytyba - Uberlândia 3:2 |

Do fazy finałowej mistrzostw Brazylii awansował (jako 16.) klub Malutrom Kurytyba.

## Faza finałowa mistrzostw Brazylii

### Wstępna tabela klasyfikacyjna uczestników
Na podstawie poniższej tabeli dobrane zostały pary do 1/8 finału - pierwszy zespół w tabeli zmierzył się z 16., drugi z 15., trzeci z 14. itd.
| Poz | Klub                 | Mecze | Zw | Rem | Por | Pkt | BrZd | BrStr |
| --- | -------------------- | ----- | -- | --- | --- | --- | ---- | ----- |
| 1   | Cruzeiro EC          | 24    | 12 | 9   | 3   | 45  | 46   | 27    |
| 2   | Sport Recife         | 24    | 12 | 6   | 6   | 42  | 46   | 27    |
| 3   | Fluminense FC        | 24    | 12 | 6   | 6   | 42  | 45   | 31    |
| 4   | Goiás EC             | 24    | 11 | 8   | 5   | 41  | 41   | 29    |
| 5   | CR Vasco da Gama     | 24    | 11 | 6   | 7   | 39  | 36   | 37    |
| 6   | São Paulo            | 24    | 10 | 9   | 5   | 39  | 46   | 35    |
| 7   | AA Ponte Preta       | 24    | 11 | 5   | 8   | 38  | 49   | 37    |
| 8   | Athletico Paranaense | 24    | 11 | 5   | 8   | 38  | 32   | 28    |
| 9   | SC Internacional     | 24    | 10 | 8   | 6   | 38  | 34   | 25    |
| 10  | Grêmio Porto Alegre  | 24    | 10 | 7   | 7   | 37  | 37   | 31    |
| 11  | SE Palmeiras         | 24    | 10 | 7   | 7   | 37  | 29   | 30    |
| 12  | EC Bahia             | 24    | 10 | 6   | 8   | 36  | 32   | 31    |
| 13  | Paraná Clube         | 25    | 14 | 7   | 4   | 49  | 32   | 15    |
| 14  | São Caetano          | 25    | 14 | 7   | 4   | 49  | 59   | 33    |
| 15  | Clube do Remo        | 25    | 10 | 7   | 8   | 37  | 37   | 31    |
| 16  | Malutrom Kurytyba    | 26    | 14 | 9   | 3   | 51  | 47   | 32    |

### 1/8 finału
| SC Internacional - Athletico Paranaense 0:0 i 2:1 1 22.11 2000 2 25.11 2000 0:1 Kléber 44k, 1:1 Elivélton 68k, 2:1 Diogo 89 |
| Clube do Remo - Sport Recife 1:2 i 0:1 1 22.11 2000 1:0 Robinho 50, 1:1 Sidnei 59, 1:2 Marquinhos 84 2 26.11 2000 0:1 Leomar 74 |
| Paraná Clube - Goiás EC 1:1 i 3:0 1 22.11 2000 1:0 Hélcio 51, 1:1 Araújo 54 2 25.11 2000 1:0 Gil Baiano 71, 2:0 Flávio 73, 3:0 Indio 89s |
| São Caetano - Fluminense FC 3:3 i 1:0 1 23.11 2000 0:1 Magno Alves 5, 0:2 Roger 11, 1:2 Adhemar 26, 2:2 Ailton 32, 3:2 Serginho 37, 3:3 Agnaldo 90 2 26.11 2000 1:0 Adhemar 72                                                                                                |
| Malutrom Kurytyba - Cruzeiro EC 0:3 i 1:1 1 23.11 2000 0:1 Jackson 15, 0:2 Juan Pablo Sorín 60, 0:3 Jackson 67 2 26.11 2000 0:1 Oséas 13, 1:1 Calmon 85 |
| Grêmio Porto Alegre - AA Ponte Preta 1:0 i 1:2 1 23.11 2000 1:0 Ronaldinho Gaúcho 71 2 26.11 2000 0:1 Macedo 50, 1:1 Zinho 58, 1:2 Hernani 61 |
| EC Bahia - CR Vasco da Gama 3:3 i 2:3 1 25.11 2000 1:0 Jorge Wagner 1, 2:0 Mauricio 5, 2:1 Clebson 12, 2:2 Romário 23, 2:3 Juninho Pernambucano 46, 3:3 Odvan 79s 2 28.11 2000 0:1 Euller 27, 1:1 Vágner 41, 1:2 Euller 50, 2:2 Fabrício Carvalho 58, 2:3 Juninho Paulista 75 |
| SE Palmeiras - São Paulo 1:1 i 2:1 1 25.11 2000 0:1 Marcelo Ramos 45, 1:1 Adriano 89 2 30.11 2000 1:0 Tuta 35k, 1:1 Marcelo Ramos 55k, 2:1 Galeano 57 |

### 1/4 finału
| SC Internacional - Cruzeiro EC 1:1 i 2:3 1 29.11 2000 1:0 Oséas 28s, 1:1 Oséas 31 2 02.12 2000 0:1 Elivélton 1, 1:1 Juan Pablo Sorín 38, 2:1 Geovanni 43, 2:2 Fábio Rochemback 46, 2:3 Fábio Júnior 71                                             |
| Grêmio Porto Alegre - Sport Recife 2:1 i 1:1 1 30.11 2000 1:0 Ronaldinho Gaúcho 41, 2:0 Ronaldinho Gaúcho 45, 2:1 Taílson 61 2 03.12 2000 1:0 Ronaldinho Gaúcho 53, 1:1 Adriano 60                                                                 |
| CR Vasco da Gama - Paraná Clube 3:1 i 0:1 1 03.12 2000 1:0 Juninho Paulista 23, 2:0 Romário 50, 2:1 Flávio 58, 3:1 Romário 83 2 09.12 2000 0:1 Reinaldo 50                                                                                         |
| SE Palmeiras - São Caetano 3:4 i 2:2 1 03.12 2000 0:1 Vágner 1, 0:2 César 8, 1:2 Francisco Arce 27, 1:3 Adhemar 44, 2:3 Taddei 45, 3:3 Francisco Arce 53, 3:4 Adhemar 66 2 09.12 2000 1:0 Galeano 5, 2:0 Magrão 27, 2:1 Serginho 42, 2:2 César 50k |

### 1/2 finału
| São Caetano - Grêmio Porto Alegre 3:2 i 3:1 1 14.12 2000 1:0 Adhemar 45k, 2:0 Adhemar 69, 1:1 Ronaldinho Gaúcho 70, 3:1 Daniel 77, 3:2 Ronaldinho Gaúcho 84 2 17.12 2000 0:1 Zinho 7, 1:1 César 51, 2:1 Adhemar 62, 3:1 César 68 |
| CR Vasco da Gama - Cruzeiro EC 2:2 i 3:1 1 16.12 2000 1:0 Euller 39, 2:0 Euller 47, 2:1 Fábio Júnior 79, 2:2 Alex Mineiro 88 2 23.12 2000 1:0 Juninho Pernambucano 32, 1:1 Juan Pablo Sorín 41, 2:1 Euller 66, 3:1 Romário 92    |

### Finał
| São Caetano - CR Vasco da Gama 1:1 i 1:3 1 27.12 2000 1:0 César 14, 1:1 Romário 27 2 30.12 2000 W pierwszej połowie meczu doszło do walk kibiców na trybunach. W 23 minucie spotkania pod naporem uciekających kibiców runęło ogrodzenie, w wyniku czego było 168 osób rannych, w tym 3 ciężko. Dwie godziny później sędzia meczu oraz prezydent klubu Miranda chcieli wznowić grę, jednak nie zgodził się na to gubernator stanu Garotinho i odwołał spotkanie. 2 18.01 2001 0:1 Juninho Pernambucano 30, 1:1 Adaozinho 37, 1:2 Jorginho Paulista 39, 1:3 Romário 53 |

Mistrzem Brazylii został klub CR Vasco da Gama, natomiast wicemistrzem Brazylii - São Caetano.
CBF ogłosiła 13 stycznia 2001 roku, że klub São Caetano dzięki sukcesowi w Copa João Havelange awansował do pierwszej ligi brazylijskiej, w której rozgrywkach będzie mógł wziąć udział w 2001 roku.

## Końcowa klasyfikacja mistrzostw Brazylii
| Tabela klasyfikacyjna | Tabela klasyfikacyjna | Tabela klasyfikacyjna | Tabela klasyfikacyjna | Tabela klasyfikacyjna | Tabela klasyfikacyjna | Tabela klasyfikacyjna | Tabela klasyfikacyjna | Tabela klasyfikacyjna | Tabela klasyfikacyjna |  |
| Klub | Klub                  | Pkt                   | M                     | Z                     | R                     | P                     | BZ                    | BS                    | RB                    |  |
| --- | --------------------- | --------------------- | --------------------- | --------------------- | --------------------- | --------------------- | --------------------- | --------------------- | --------------------- |  |
| 1 | Vasco                 | 54                    | 32                    | 15                    | 9                     | 8                     | 54                    | 49                    | 5                     |  |
| 2 | São Caetano (1)       | 15                    | 8                     | 4                     | 3                     | 1                     | 18                    | 15                    | 3                     |  |
| 3 | Cruzeiro EC           | 54                    | 30                    | 14                    | 12                    | 4                     | 57                    | 36                    | 21                    |  |
| 4 | Grêmio                | 44                    | 30                    | 12                    | 8                     | 10                    | 45                    | 41                    | 4                     |  |
| 5 | Sport                 | 49                    | 28                    | 14                    | 7                     | 7                     | 51                    | 31                    | 20                    |  |
| 6 | SC Internacional      | 43                    | 28                    | 11                    | 10                    | 7                     | 39                    | 30                    | 9                     |  |
| 7 | SE Palmeiras          | 42                    | 28                    | 11                    | 9                     | 8                     | 37                    | 38                    | -1                    |  |
| 8 | Paraná Clube (1)      | 7                     | 4                     | 2                     | 1                     | 1                     | 6                     | 4                     | 2                     |  |
| 9 | Fluminense FC         | 43                    | 26                    | 12                    | 7                     | 7                     | 48                    | 35                    | 13                    |  |
| 10 | Ponte Preta           | 42                    | 26                    | 11                    | 9                     | 6                     | 42                    | 33                    | 9                     |  |
| 11 | EC Bahia              | 41                    | 26                    | 12                    | 5                     | 9                     | 51                    | 39                    | 12                    |  |
| 12 | São Paulo             | 40                    | 26                    | 10                    | 10                    | 6                     | 48                    | 38                    | 10                    |  |
| 13 | Atlético/PR           | 39                    | 26                    | 11                    | 6                     | 9                     | 33                    | 30                    | 3                     |  |
| 14 | Goiás EC              | 37                    | 26                    | 10                    | 7                     | 9                     | 37                    | 37                    | 0                     |  |
| 15 | Malutrom (1)          | 1                     | 2                     | 0                     | 1                     | 1                     | 1                     | 4                     | -3                    |  |
| 16 | Remo (1)              | 0                     | 2                     | 0                     | 0                     | 2                     | 1                     | 3                     | -2                    |  |
| 17 | Guarani FC            | 35                    | 24                    | 9                     | 8                     | 7                     | 29                    | 29                    | 0                     |  |
| 18 | Santos FC             | 33                    | 24                    | 9                     | 6                     | 9                     | 38                    | 31                    | 7                     |  |
| 19 | CR Flamengo           | 33                    | 24                    | 9                     | 6                     | 9                     | 42                    | 37                    | 5                     |  |
| 20 | Botafogo              | 32                    | 24                    | 9                     | 5                     | 10                    | 31                    | 35                    | -4                    |  |
| 21 | Portuguesa            | 32                    | 24                    | 9                     | 5                     | 10                    | 34                    | 43                    | -9                    |  |
| 22 | Vitória               | 31                    | 24                    | 9                     | 4                     | 11                    | 44                    | 40                    | 4                     |  |
| 23 | América/MG            | 27                    | 24                    | 7                     | 6                     | 11                    | 26                    | 35                    | -9                    |  |
| 24 | Atlético/MG           | 27                    | 24                    | 7                     | 6                     | 11                    | 31                    | 42                    | -11                   |  |
| 25º | EC Juventude          | 26                    | 24                    | 7                     | 5                     | 12                    | 27                    | 36                    | -9                    |  |
| 26º | Gama                  | 22                    | 24                    | 6                     | 4                     | 14                    | 22                    | 39                    | -17                   |  |
| 27º | Coritiba              | 21                    | 24                    | 5                     | 6                     | 13                    | 26                    | 35                    | -9                    |  |
| 28º | Corinthians Paulista  | 16                    | 24                    | 4                     | 4                     | 16                    | 26                    | 46                    | -20                   |  |
| 29º | Santa Cruz            | 16                    | 24                    | 3                     | 7                     | 14                    | 18                    | 51                    | -33                   |  |
| Pkt – punkty; M – liczba meczów; Z - zwycięstwa; R - remisy; P - porażki; BZ – bramki zdobyte; BS – bramki stracone; RB – różnica bramkowa |                       |                       |                       |                       |                       |                       |                       |                       |                       |  |

Legenda
|  |                               |
|  | Copa Libertadores 2001        |
|  | Półfinaliści                  |
|  | Ćwierćfinaliści               |
|  | Uczestnicy 1/8 finału         |
|  | Pozostałe kluby z Módulo Azul |

(1) São Caetano, Paraná i Remo awansowały do fazy finałowej jako trzy najlepsze kluby Modułu Żółtego (Módulo Amarelo). Klub Malutrom zakwalifikował się  jako najlepszy z klubów biorących udział w Module Zielonym (Módulo Verde) i Module Białym (Módulo Branco).

### Pozostali uczestnicy mistrzostw Brazylii
| Tabela klasyfikacyjna | Tabela klasyfikacyjna | Tabela klasyfikacyjna | Tabela klasyfikacyjna |  |
| Kluby                 | Kluby                 | Kluby                 | Kluby                 |  |
| --------------------- | --------------------- | --------------------- | --------------------- |  |
| 30º                   | Paysandu SC           | 79º                   | Operário/MS           |  |
| 31º                   | Caxias/RS             | 80º                   | Friburguense/RJ       |  |
| 32º                   | Náutico               | 81º                   | Matonense             |  |
| 33º                   | Fortaleza/CE          | 82º                   | Dom Pedro II/DF       |  |
| 34º                   | Bangu AC              | 83º                   | Atlético/GO           |  |
| 35º                   | Figueirense           | 84º                   | União Bandeirante/PR  |  |
| 36º                   | Botafogo/SP           | 85º                   | Santo André           |  |
| 37º                   | Avaí FC               | 86º                   | Rio Branco/AC         |  |
| 38º                   | São Raimundo/AM       | 87º                   | Baré/RR               |  |
| 39º                   | Criciúma              | 88º                   | Botafogo/PB           |  |
| 40º                   | Sampaio Corrêa        | 89º                   | Sergipe/SE            |  |
| 41º                   | CRB/AL                | 90º                   | Rio Negro/AM          |  |
| 42º                   | Anapolina/GO          | 91º                   | Porto/PE              |  |
| 43º                   | Serra/ES              | 92º                   | Treze/PB              |  |
| 44º                   | ABC/RN                | 93º                   | São Cristóvão/RJ      |  |
| 45º                   | River/PI              | 94º                   | Mogi Mirim            |  |
| 46º                   | Joinville             | 95º                   | ASA/AL                |  |
| 47º                   | América/RN            | 96º                   | Madureira/RJ          |  |
| 48º                   | Ceará/CE              | 97º                   | Nacional/SP           |  |
| 49º                   | América/RJ            | 98º                   | Internacional/SP      |  |
| 50º                   | CSA/AL                | 99º                   | Goiânia/GO            |  |
| 51º                   | Americano/RJ          | 100º                  | Ipatinga              |  |
| 52º                   | União São João        | 101º                  | Camaçari/BA           |  |
| 53º                   | Nacional/AM           | 102º                  | Ituano                |  |
| 54º                   | XV de Piracicaba      | 103º                  | Comercial/MS          |  |
| 55º                   | Marcílio Dias         | 104º                  | Olaria/RJ             |  |
| 56º                   | Bragantino            | 105º                  | Brasília/DF           |  |
| 57º                   | Desportiva/ES         | 106º                  | União/MT              |  |
| 58º                   | Brasil/RS             | 107º                  | Comercial/SP          |  |
| 59º                   | Villa Nova AC         | 108º                  | Volta Redonda         |  |
| 60º                   | Vila Nova/GO          | 109º                  | União Barbarense      |  |
| 61º                   | Londrina              | 110º                  | Internacional/SM/RS   |  |
| 62º                   | Bandeirante/DF        | 111º                  | Genus/RO              |  |
| 63º                   | Uberlândia/MG         | 112º                  | Potiguar/RN           |  |
| 64º                   | Etti Jundiaí/SP       | 113º                  | Campinense/PB         |  |
| 65º                   | Tuna Luso             | 114º                  | São José/SP           |  |
| 66º                   | Juazeiro/BA           | 115º                  | Interporto/TO         |  |
| 67º                   | Olímpia/SP            | 116º                  | Rio Branco/ES         |  |
| 68º                   | Central/PE            |                       |                       |  |
| 69º                   | Moto Club/MA          |                       |                       |  |
| 70º                   | Corinthians/AL        |                       |                       |  |
| 71º                   | Rio Branco/PR         |                       |                       |  |
| 72º                   | Rio Branco/SP         |                       |                       |  |
| 73º                   | Flamengo/PI           |                       |                       |  |
| 74º                   | Ypiranga/AP           |                       |                       |  |
| 75º                   | Juventus/SP           |                       |                       |  |
| 76º                   | Tocantinópolis/TO     |                       |                       |  |
| 77º                   | Portuguesa/Santista   |                       |                       |  |
| 78º                   | Confiança/SE          |                       |                       |  |

Classificação
|  | |
|  | Przegrany w meczu o III miejsce Módulo Amarelo                                                         |
|  | Ćwierćfinaliści Módulo Amarelo                                                                         |
|  | Uczestnicy 1/8 finału Módulo Amarelo                                                                   |
|  | Uczestnicy fazy grupowej Módulo Amarelo                                                                |
|  | Wicemistrz Módulo Verde i Módulo Branco                                                                |
|  | Uczestnicy walki o awans do fazy finałowej toczonej przez najlepsze kluby Módulo Verde i Módulo Branco |
|  | Drugi etap Módulo Verde i Módulo Branco                                                                |
|  | Pierwszy etap Módulo Verde i Módulo Branco                                                             |
|  | Kluby wycofane z rozgrywek Módulo Verde i Módulo Branco                                                |